# 1891
Portal Geschichte | Portal Biografien | Aktuelle Ereignisse | Jahreskalender | Tagesartikel

◄ |
18. Jahrhundert |
19. Jahrhundert
| 20. Jahrhundert | ►

◄ |
1860er |
1870er |
1880er |
1890er
| 1900er | 1910er | 1920er | ►

◄◄ |
◄ |
1887 |
1888 |
1889 |
1890 |
1891
| 1892 | 1893 | 1894 | 1895 | ► | ►►
Staatsoberhäupter · Wahlen · Nekrolog   · Musikjahr · Filmjahr  · Sportjahr
| Januar | Januar | Januar | Januar | Januar | Januar | Januar | Januar |
| Kw     | Mo     | Di     | Mi     | Do     | Fr     | Sa     | So     |
| ------ | ------ | ------ | ------ | ------ | ------ | ------ | ------ |
| 1      |        |        |        | 1      | 2      | 3      | 4      |
| 2      | 5      | 6      | 7      | 8      | 9      | 10     | 11     |
| 3      | 12     | 13     | 14     | 15     | 16     | 17     | 18     |
| 4      | 19     | 20     | 21     | 22     | 23     | 24     | 25     |
| 5      | 26     | 27     | 28     | 29     | 30     | 31     |        |

| Februar | Februar | Februar | Februar | Februar | Februar | Februar | Februar |
| Kw      | Mo      | Di      | Mi      | Do      | Fr      | Sa      | So      |
| ------- | ------- | ------- | ------- | ------- | ------- | ------- | ------- |
| 5       |         |         |         |         |         |         | 1       |
| 6       | 2       | 3       | 4       | 5       | 6       | 7       | 8       |
| 7       | 9       | 10      | 11      | 12      | 13      | 14      | 15      |
| 8       | 16      | 17      | 18      | 19      | 20      | 21      | 22      |
| 9       | 23      | 24      | 25      | 26      | 27      | 28      |         |

| März | März | März | März | März | März | März | März |
| Kw   | Mo   | Di   | Mi   | Do   | Fr   | Sa   | So   |
| ---- | ---- | ---- | ---- | ---- | ---- | ---- | ---- |
| 9    |      |      |      |      |      |      | 1    |
| 10   | 2    | 3    | 4    | 5    | 6    | 7    | 8    |
| 11   | 9    | 10   | 11   | 12   | 13   | 14   | 15   |
| 12   | 16   | 17   | 18   | 19   | 20   | 21   | 22   |
| 13   | 23   | 24   | 25   | 26   | 27   | 28   | 29   |
| 14   | 30   | 31   |      |      |      |      |      |

| April | April | April | April | April | April | April | April |
| Kw    | Mo    | Di    | Mi    | Do    | Fr    | Sa    | So    |
| ----- | ----- | ----- | ----- | ----- | ----- | ----- | ----- |
| 14    |       |       | 1     | 2     | 3     | 4     | 5     |
| 15    | 6     | 7     | 8     | 9     | 10    | 11    | 12    |
| 16    | 13    | 14    | 15    | 16    | 17    | 18    | 19    |
| 17    | 20    | 21    | 22    | 23    | 24    | 25    | 26    |
| 18    | 27    | 28    | 29    | 30    |       |       |       |

| Mai | Mai | Mai | Mai | Mai | Mai | Mai | Mai |
| Kw  | Mo  | Di  | Mi  | Do  | Fr  | Sa  | So  |
| --- | --- | --- | --- | --- | --- | --- | --- |
| 18  |     |     |     |     | 1   | 2   | 3   |
| 19  | 4   | 5   | 6   | 7   | 8   | 9   | 10  |
| 20  | 11  | 12  | 13  | 14  | 15  | 16  | 17  |
| 21  | 18  | 19  | 20  | 21  | 22  | 23  | 24  |
| 22  | 25  | 26  | 27  | 28  | 29  | 30  | 31  |

| Juni | Juni | Juni | Juni | Juni | Juni | Juni | Juni |
| Kw   | Mo   | Di   | Mi   | Do   | Fr   | Sa   | So   |
| ---- | ---- | ---- | ---- | ---- | ---- | ---- | ---- |
| 23   | 1    | 2    | 3    | 4    | 5    | 6    | 7    |
| 24   | 8    | 9    | 10   | 11   | 12   | 13   | 14   |
| 25   | 15   | 16   | 17   | 18   | 19   | 20   | 21   |
| 26   | 22   | 23   | 24   | 25   | 26   | 27   | 28   |
| 27   | 29   | 30   |      |      |      |      |      |

| Juli | Juli | Juli | Juli | Juli | Juli | Juli | Juli |
| Kw   | Mo   | Di   | Mi   | Do   | Fr   | Sa   | So   |
| ---- | ---- | ---- | ---- | ---- | ---- | ---- | ---- |
| 27   |      |      | 1    | 2    | 3    | 4    | 5    |
| 28   | 6    | 7    | 8    | 9    | 10   | 11   | 12   |
| 29   | 13   | 14   | 15   | 16   | 17   | 18   | 19   |
| 30   | 20   | 21   | 22   | 23   | 24   | 25   | 26   |
| 31   | 27   | 28   | 29   | 30   | 31   |      |      |

| August | August | August | August | August | August | August | August |
| Kw     | Mo     | Di     | Mi     | Do     | Fr     | Sa     | So     |
| ------ | ------ | ------ | ------ | ------ | ------ | ------ | ------ |
| 31     |        |        |        |        |        | 1      | 2      |
| 32     | 3      | 4      | 5      | 6      | 7      | 8      | 9      |
| 33     | 10     | 11     | 12     | 13     | 14     | 15     | 16     |
| 34     | 17     | 18     | 19     | 20     | 21     | 22     | 23     |
| 35     | 24     | 25     | 26     | 27     | 28     | 29     | 30     |
| 36     | 31     |        |        |        |        |        |        |

| September | September | September | September | September | September | September | September |
| Kw        | Mo        | Di        | Mi        | Do        | Fr        | Sa        | So        |
| --------- | --------- | --------- | --------- | --------- | --------- | --------- | --------- |
| 36        |           | 1         | 2         | 3         | 4         | 5         | 6         |
| 37        | 7         | 8         | 9         | 10        | 11        | 12        | 13        |
| 38        | 14        | 15        | 16        | 17        | 18        | 19        | 20        |
| 39        | 21        | 22        | 23        | 24        | 25        | 26        | 27        |
| 40        | 28        | 29        | 30        |           |           |           |           |

| Oktober | Oktober | Oktober | Oktober | Oktober | Oktober | Oktober | Oktober |
| Kw      | Mo      | Di      | Mi      | Do      | Fr      | Sa      | So      |
| ------- | ------- | ------- | ------- | ------- | ------- | ------- | ------- |
| 40      |         |         |         | 1       | 2       | 3       | 4       |
| 41      | 5       | 6       | 7       | 8       | 9       | 10      | 11      |
| 42      | 12      | 13      | 14      | 15      | 16      | 17      | 18      |
| 43      | 19      | 20      | 21      | 22      | 23      | 24      | 25      |
| 44      | 26      | 27      | 28      | 29      | 30      | 31      |         |

| November | November | November | November | November | November | November | November |
| Kw       | Mo       | Di       | Mi       | Do       | Fr       | Sa       | So       |
| -------- | -------- | -------- | -------- | -------- | -------- | -------- | -------- |
| 44       |          |          |          |          |          |          | 1        |
| 45       | 2        | 3        | 4        | 5        | 6        | 7        | 8        |
| 46       | 9        | 10       | 11       | 12       | 13       | 14       | 15       |
| 47       | 16       | 17       | 18       | 19       | 20       | 21       | 22       |
| 48       | 23       | 24       | 25       | 26       | 27       | 28       | 29       |
| 49       | 30       |          |          |          |          |          |          |

| Dezember | Dezember | Dezember | Dezember | Dezember | Dezember | Dezember | Dezember |
| Kw       | Mo       | Di       | Mi       | Do       | Fr       | Sa       | So       |
| -------- | -------- | -------- | -------- | -------- | -------- | -------- | -------- |
| 49       |          | 1        | 2        | 3        | 4        | 5        | 6        |
| 50       | 7        | 8        | 9        | 10       | 11       | 12       | 13       |
| 51       | 14       | 15       | 16       | 17       | 18       | 19       | 20       |
| 52       | 21       | 22       | 23       | 24       | 25       | 26       | 27       |
| 53       | 28       | 29       | 30       | 31       |          |          |          |

| Januar | Januar | Januar | Januar | Januar | Januar | Januar | Januar |
| Kw     | Mo     | Di     | Mi     | Do     | Fr     | Sa     | So     |
| ------ | ------ | ------ | ------ | ------ | ------ | ------ | ------ |
| 1      |        |        |        | 1      | 2      | 3      | 4      |
| 2      | 5      | 6      | 7      | 8      | 9      | 10     | 11     |
| 3      | 12     | 13     | 14     | 15     | 16     | 17     | 18     |
| 4      | 19     | 20     | 21     | 22     | 23     | 24     | 25     |
| 5      | 26     | 27     | 28     | 29     | 30     | 31     |        |

| Februar | Februar | Februar | Februar | Februar | Februar | Februar | Februar |
| Kw      | Mo      | Di      | Mi      | Do      | Fr      | Sa      | So      |
| ------- | ------- | ------- | ------- | ------- | ------- | ------- | ------- |
| 5       |         |         |         |         |         |         | 1       |
| 6       | 2       | 3       | 4       | 5       | 6       | 7       | 8       |
| 7       | 9       | 10      | 11      | 12      | 13      | 14      | 15      |
| 8       | 16      | 17      | 18      | 19      | 20      | 21      | 22      |
| 9       | 23      | 24      | 25      | 26      | 27      | 28      |         |

| März | März | März | März | März | März | März | März |
| Kw   | Mo   | Di   | Mi   | Do   | Fr   | Sa   | So   |
| ---- | ---- | ---- | ---- | ---- | ---- | ---- | ---- |
| 9    |      |      |      |      |      |      | 1    |
| 10   | 2    | 3    | 4    | 5    | 6    | 7    | 8    |
| 11   | 9    | 10   | 11   | 12   | 13   | 14   | 15   |
| 12   | 16   | 17   | 18   | 19   | 20   | 21   | 22   |
| 13   | 23   | 24   | 25   | 26   | 27   | 28   | 29   |
| 14   | 30   | 31   |      |      |      |      |      |

| April | April | April | April | April | April | April | April |
| Kw    | Mo    | Di    | Mi    | Do    | Fr    | Sa    | So    |
| ----- | ----- | ----- | ----- | ----- | ----- | ----- | ----- |
| 14    |       |       | 1     | 2     | 3     | 4     | 5     |
| 15    | 6     | 7     | 8     | 9     | 10    | 11    | 12    |
| 16    | 13    | 14    | 15    | 16    | 17    | 18    | 19    |
| 17    | 20    | 21    | 22    | 23    | 24    | 25    | 26    |
| 18    | 27    | 28    | 29    | 30    |       |       |       |

| Mai | Mai | Mai | Mai | Mai | Mai | Mai | Mai |
| Kw  | Mo  | Di  | Mi  | Do  | Fr  | Sa  | So  |
| --- | --- | --- | --- | --- | --- | --- | --- |
| 18  |     |     |     |     | 1   | 2   | 3   |
| 19  | 4   | 5   | 6   | 7   | 8   | 9   | 10  |
| 20  | 11  | 12  | 13  | 14  | 15  | 16  | 17  |
| 21  | 18  | 19  | 20  | 21  | 22  | 23  | 24  |
| 22  | 25  | 26  | 27  | 28  | 29  | 30  | 31  |

| Juni | Juni | Juni | Juni | Juni | Juni | Juni | Juni |
| Kw   | Mo   | Di   | Mi   | Do   | Fr   | Sa   | So   |
| ---- | ---- | ---- | ---- | ---- | ---- | ---- | ---- |
| 23   | 1    | 2    | 3    | 4    | 5    | 6    | 7    |
| 24   | 8    | 9    | 10   | 11   | 12   | 13   | 14   |
| 25   | 15   | 16   | 17   | 18   | 19   | 20   | 21   |
| 26   | 22   | 23   | 24   | 25   | 26   | 27   | 28   |
| 27   | 29   | 30   |      |      |      |      |      |

| Juli | Juli | Juli | Juli | Juli | Juli | Juli | Juli |
| Kw   | Mo   | Di   | Mi   | Do   | Fr   | Sa   | So   |
| ---- | ---- | ---- | ---- | ---- | ---- | ---- | ---- |
| 27   |      |      | 1    | 2    | 3    | 4    | 5    |
| 28   | 6    | 7    | 8    | 9    | 10   | 11   | 12   |
| 29   | 13   | 14   | 15   | 16   | 17   | 18   | 19   |
| 30   | 20   | 21   | 22   | 23   | 24   | 25   | 26   |
| 31   | 27   | 28   | 29   | 30   | 31   |      |      |

| August | August | August | August | August | August | August | August |
| Kw     | Mo     | Di     | Mi     | Do     | Fr     | Sa     | So     |
| ------ | ------ | ------ | ------ | ------ | ------ | ------ | ------ |
| 31     |        |        |        |        |        | 1      | 2      |
| 32     | 3      | 4      | 5      | 6      | 7      | 8      | 9      |
| 33     | 10     | 11     | 12     | 13     | 14     | 15     | 16     |
| 34     | 17     | 18     | 19     | 20     | 21     | 22     | 23     |
| 35     | 24     | 25     | 26     | 27     | 28     | 29     | 30     |
| 36     | 31     |        |        |        |        |        |        |

| September | September | September | September | September | September | September | September |
| Kw        | Mo        | Di        | Mi        | Do        | Fr        | Sa        | So        |
| --------- | --------- | --------- | --------- | --------- | --------- | --------- | --------- |
| 36        |           | 1         | 2         | 3         | 4         | 5         | 6         |
| 37        | 7         | 8         | 9         | 10        | 11        | 12        | 13        |
| 38        | 14        | 15        | 16        | 17        | 18        | 19        | 20        |
| 39        | 21        | 22        | 23        | 24        | 25        | 26        | 27        |
| 40        | 28        | 29        | 30        |           |           |           |           |

| Oktober | Oktober | Oktober | Oktober | Oktober | Oktober | Oktober | Oktober |
| Kw      | Mo      | Di      | Mi      | Do      | Fr      | Sa      | So      |
| ------- | ------- | ------- | ------- | ------- | ------- | ------- | ------- |
| 40      |         |         |         | 1       | 2       | 3       | 4       |
| 41      | 5       | 6       | 7       | 8       | 9       | 10      | 11      |
| 42      | 12      | 13      | 14      | 15      | 16      | 17      | 18      |
| 43      | 19      | 20      | 21      | 22      | 23      | 24      | 25      |
| 44      | 26      | 27      | 28      | 29      | 30      | 31      |         |

| November | November | November | November | November | November | November | November |
| Kw       | Mo       | Di       | Mi       | Do       | Fr       | Sa       | So       |
| -------- | -------- | -------- | -------- | -------- | -------- | -------- | -------- |
| 44       |          |          |          |          |          |          | 1        |
| 45       | 2        | 3        | 4        | 5        | 6        | 7        | 8        |
| 46       | 9        | 10       | 11       | 12       | 13       | 14       | 15       |
| 47       | 16       | 17       | 18       | 19       | 20       | 21       | 22       |
| 48       | 23       | 24       | 25       | 26       | 27       | 28       | 29       |
| 49       | 30       |          |          |          |          |          |          |

| Dezember | Dezember | Dezember | Dezember | Dezember | Dezember | Dezember | Dezember |
| Kw       | Mo       | Di       | Mi       | Do       | Fr       | Sa       | So       |
| -------- | -------- | -------- | -------- | -------- | -------- | -------- | -------- |
| 49       |          | 1        | 2        | 3        | 4        | 5        | 6        |
| 50       | 7        | 8        | 9        | 10       | 11       | 12       | 13       |
| 51       | 14       | 15       | 16       | 17       | 18       | 19       | 20       |
| 52       | 21       | 22       | 23       | 24       | 25       | 26       | 27       |
| 53       | 28       | 29       | 30       | 31       |          |          |          |

## Ereignisse

### Politik und Weltgeschehen

#### Deutsches Reich
- 01. Januar: Als dritte bismarcksche Sozialversicherung wird im Deutschen Reich die gesetzliche Rentenversicherung eingeführt.
- 01. Januar: Die erste Ausgabe des sozialdemokratischen Parteiblatts Vorwärts seit dem Verbot von 1878 erscheint in einer Auflage von 10.000 Exemplaren.
- 09. April: Der Allgemeine Deutsche Verband wird in Berlin gegründet. Er soll vaterländisches Bewusstsein beleben sowie deutsche Interessen- und Großmachtpolitik auch im Ausland fördern.
- 01. bis 6. Juni: Auf dem Metallarbeiterkongress in Frankfurt am Main wird der Deutsche Metallarbeiter-Verband gegründet.

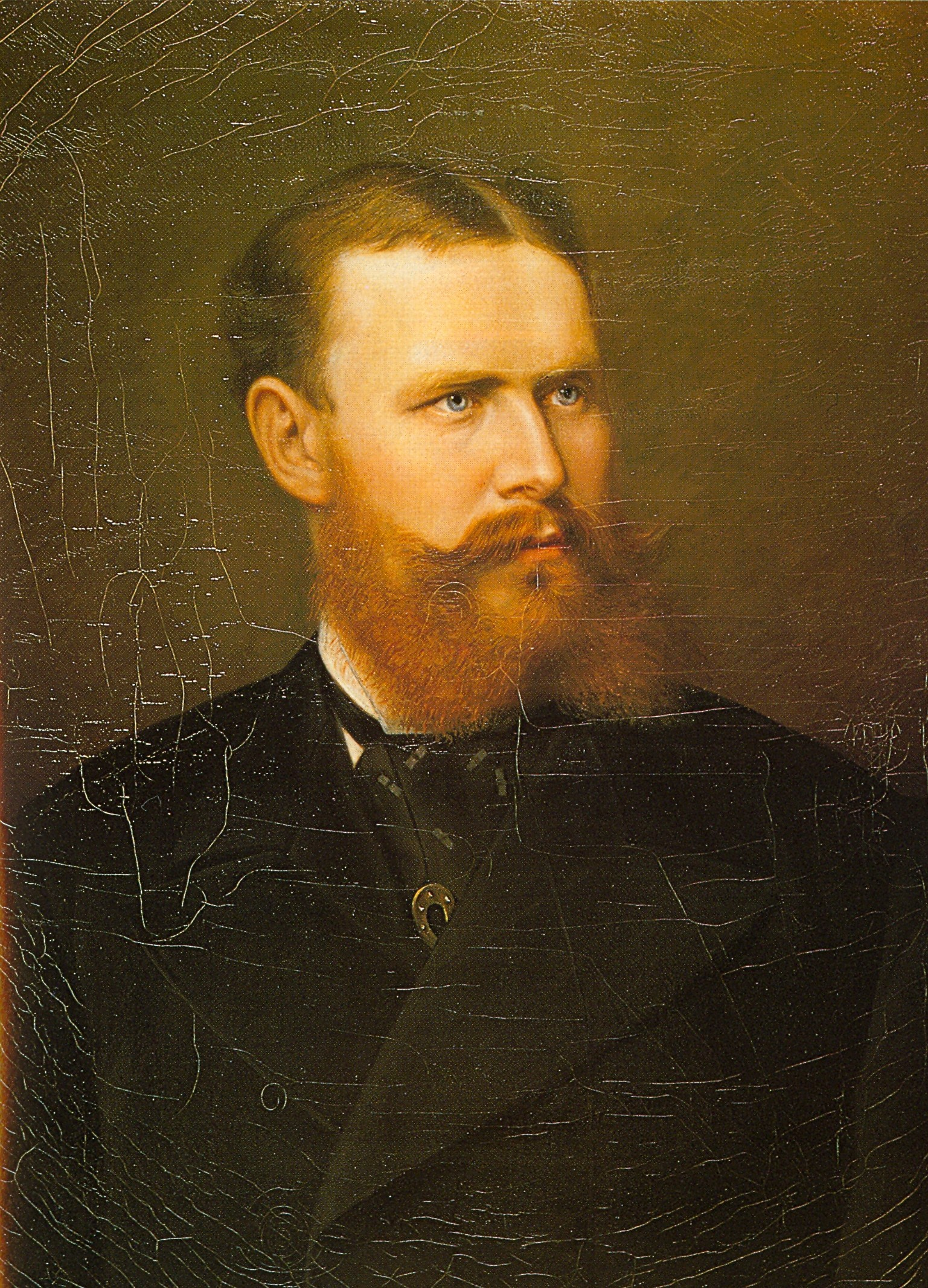
Wilhelm II. von Württemberg

- 06. Oktober: Durch den Tod König Karls wird sein Neffe Wilhelm II. neuer Herrscher im Königreich Württemberg.
- 20. Oktober: Mit dem Erfurter Programm geht ein wichtiger Parteitag der SPD zu Ende, der einen Zwiespalt zwischen sozialer Theorie unter marxistischen Aspekten und realpolitischen Forderungen erzeugt.

#### Schweiz
- 1. Januar: Emil Welti wird zum sechsten Mal Schweizer Bundespräsident.
- 8. April: Das erste Statistische Jahrbuch der Schweiz wird publiziert.
- 5. Juli: Die Einführung der Volksinitiative wird beschlossen.
- 6. Dezember: Der Kauf der Schweizerischen Centralbahn durch den Bund wird in einer Volksabstimmung abgelehnt. Emil Welti erklärt daraufhin seinen Rücktritt mit Ende des Jahres.

#### Weitere Ereignisse in Europa
- 27. März: Der bulgarische Finanzminister Christo Beltschew wird von bulgarischen Nationalisten aus Makedonien erschossen. Premierminister Stefan Stambolow, dem das Attentat eigentlich gegolten hat, überlebt. Es folgt eine Verhaftungswelle. Unter anderem werden der frühere Ministerpräsident Petko Karawelow und mehrere Führer der Makedonischen Bulgaren wegen angeblicher Beteiligung festgenommen.

#### Afrika

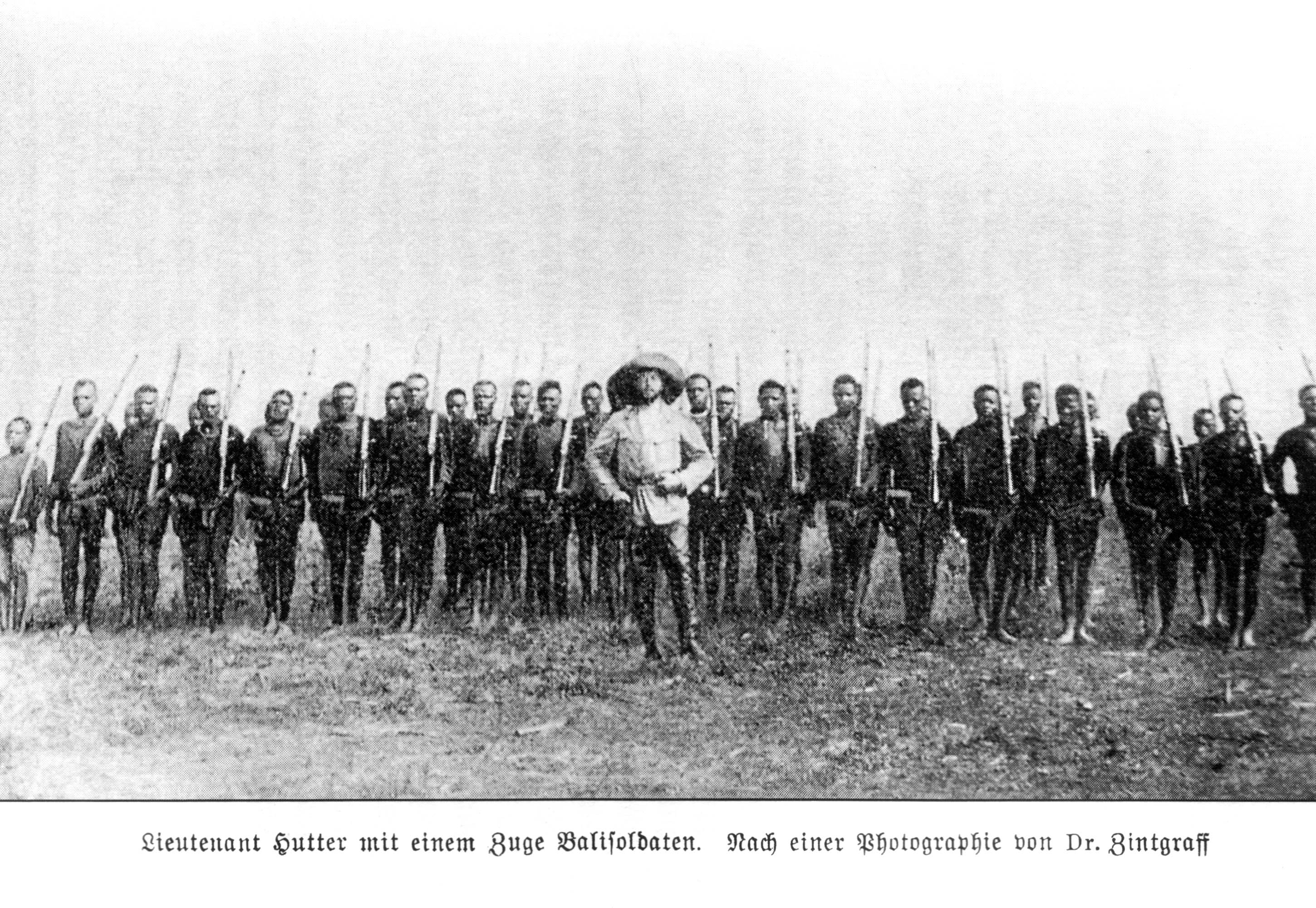
Franz Karl Hutter mit einheimischen Soldaten in Bali, Kamerun um 1891

- 31. Januar: Deutsche Kolonien in Westafrika: In Bafut (Kamerun) kommt es zur Schlacht von Mankon. Nach anfänglichen Erfolgen erleiden die deutschen Kolonialtruppen unter Eugen Zintgraff und Franz Karl Hutter auf ihrem Rückweg nach Baliburg schwere Verluste.
- 22. März: Deutsch-Ostafrika, bisherige private Kolonie der Deutsch-Ostafrikanischen Gesellschaft, wird per Reichsgesetz als „Schutzgebiet“ offiziell der Verwaltung durch das Deutsche Reich unterstellt. Erster Zivilgouverneur wird Julius von Soden. Die bisherige Wissmann-Truppe wird in eine Schutztruppe für Deutsch-Ostafrika unter dem Kommando von Emil von Zelewski überführt. Noch im selben Jahr kommt es zu Aufständen durch die Völker der Chagga und der Hehe.
- 17. August: Im Gefecht bei Rugaro erleidet die deutsche Schutztruppe für Deutsch-Ostafrika gegen das Volk der Hehe eine der schwersten Niederlagen ihrer Geschichte.
- Liste der Aufstände in den deutschen Kolonien: Der Aufstand der Swartbooi und Topnaar in Deutsch-Südwestafrika beginnt.

#### Asien
- 11. Mai: Beim Ōtsu-Zwischenfall kommt es während eines Japan-Besuches zu einem Attentat auf den Zarewitsch Nikolaus, der Polizist Tsuda Sanzō verletzt den späteren russischen Kaiser dabei leicht. Der Attentäter wird zu lebenslanger Haft verurteilt. Er stirbt schon am 30. September an einer Lungenentzündung.

#### Amerika

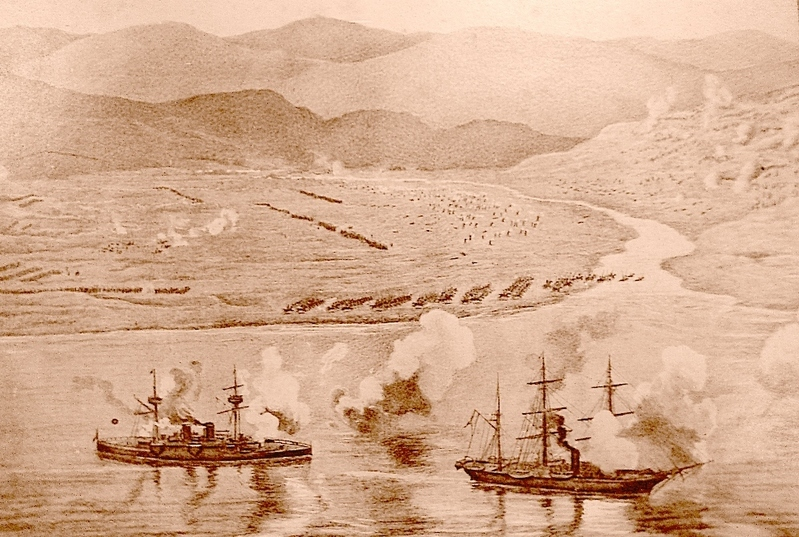
Schlacht von Concón

- 21. August: In der Schlacht von Concón setzen sich im chilenischen Bürgerkrieg die Kongressanhänger gegen die Regierungstruppen von José Manuel Balmaceda durch.
- 28. August: Im chilenischen Bürgerkrieg gewinnen aufständische Heeresverbände, die Rückhalt bei großen Teilen der von Jorge Montt Álvarez befehligten Flotte haben, die Schlacht von Placilla gegen die Regierungstruppen des Präsidenten José Manuel Balmaceda. Sein Regime neigt sich damit dem Ende entgegen.
- 22. September: Im Oklahoma-Territorium findet der zweite Oklahoma Land Run statt.

#### Pazifischer Ozean
- 29. Januar: Auf Hawaii wird Liliʻuokalani zur Königin proklamiert. Sie folgt auf ihren Bruder David Kalākaua und ist erste Frau auf dem Thron.

### Wirtschaft

#### Messen und Ausstellungen

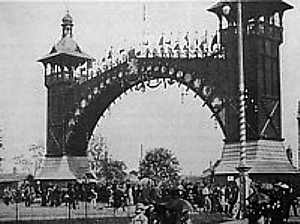
Rudolf Bruner-Dvořák: Foto des großen Tors der Jubiläumsausstellung

- 15. Mai bis 18. Oktober: Die Prager Jubiläumsausstellung 1891, eine Leistungsschau der tschechischen Wirtschaftstreibenden der Donaumonarchie, ist beim tschechischen Publikum ein großer Erfolg, wird aber wegen ihrer nationaltschechischen Ausrichtung von der deutschböhmischen Industrie weitgehend boykottiert. Für die Messe im Stadtteil Bubeneč wurde eigens das Ausstellungsgelände Výstaviště Praha errichtet. Manche Bauwerke wie die Petřín-Standseilbahn und der dem Pariser Eiffelturm im Maßstab 1:5 nachgebildete Aussichtsturm Petřín, der am 20. August eröffnet wird, existieren noch heute.

#### Patente und Marken
- 27. Januar: Die Entwicklerflüssigkeit Rodinal für Schwarzweißfilme wird patentiert. Momme Andresen hat das seither von Agfa verkaufte Produkt erfunden.
- 14. April: Das Madrider Abkommen über die internationale Registrierung von Marken wird geschlossen.
- 25. August: Thomas Alva Edison erhält das Patent für die Erfindung des 35-mm-Films.

#### Postwesen
- 31. März: Die Deutsche Postagentur Lamu in Ostafrika wird nach Ende der deutschen Schutzherrschaft über Witu geschlossen.
- 01. April: Das Deutsche Reich richtet auf Postdampfern in die Vereinigten Staaten schwimmende Postämter ein, die mitgeführtes Postgut bearbeiten.
- 05. Mai: In London können die ersten Briefmarken aus einem Automaten gekauft werden.

#### Reisen und Verkehr

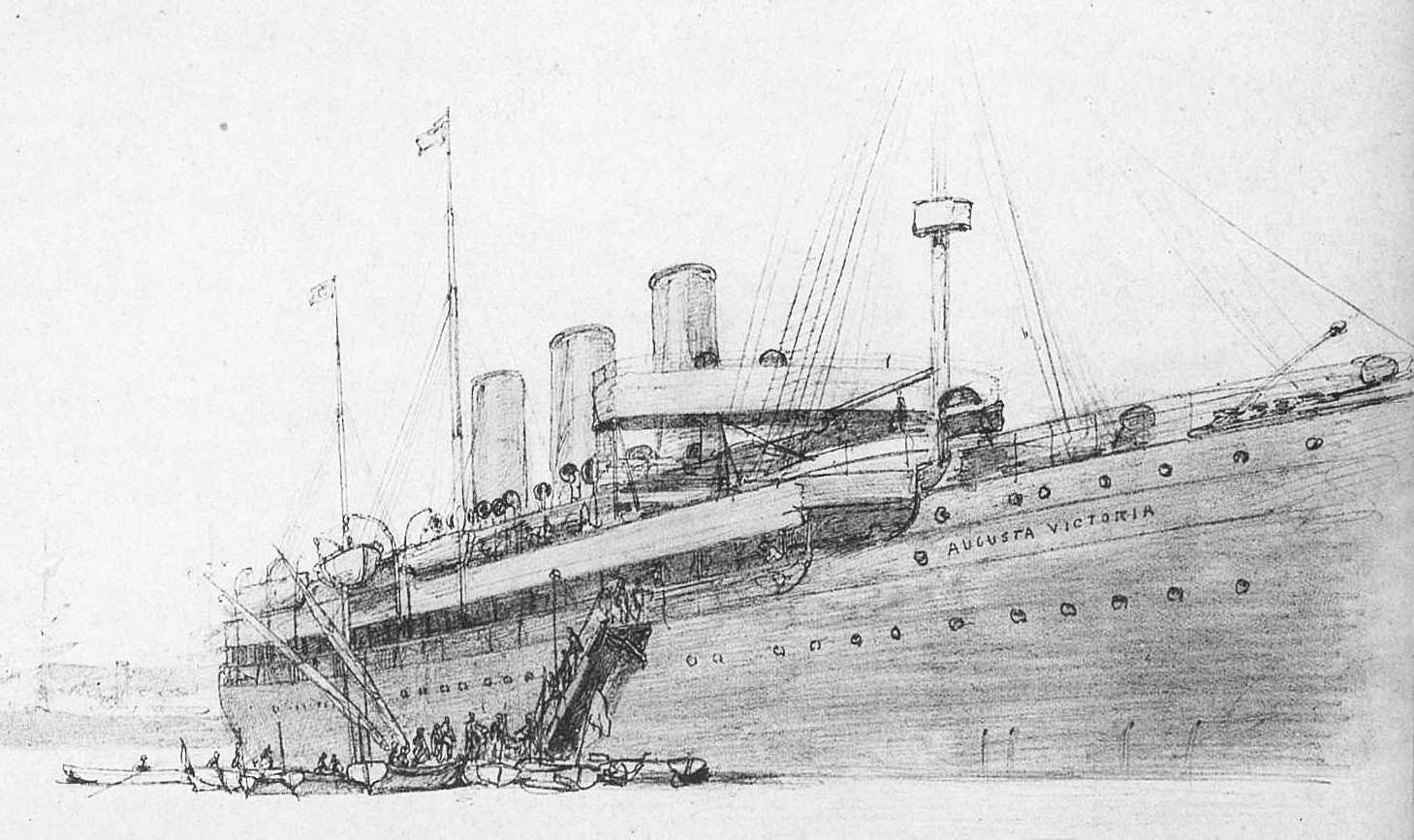
Die Augusta Victoria 1891,
Zeichnung von C.W. Allers

- 22. Januar: Der HAPAG-Schnelldampfer Augusta Victoria startet von Cuxhaven aus zur ersten Luxus-Kreuzfahrt dieser Schifffahrtsgesellschaft.
- 22. Februar: In Argentinien wird zwischen Mendoza und Uspallata die erste Teilstrecke der die Anden querenden Transandenbahn eröffnet.
- März: Mit dem ersten Spatenstich in Wladiwostok durch Zarewitsch Nikolai beginnt der Bau der vom russischen Verkehrsminister Sergei Juljewitsch Witte initiierten Transsibirischen Eisenbahn.

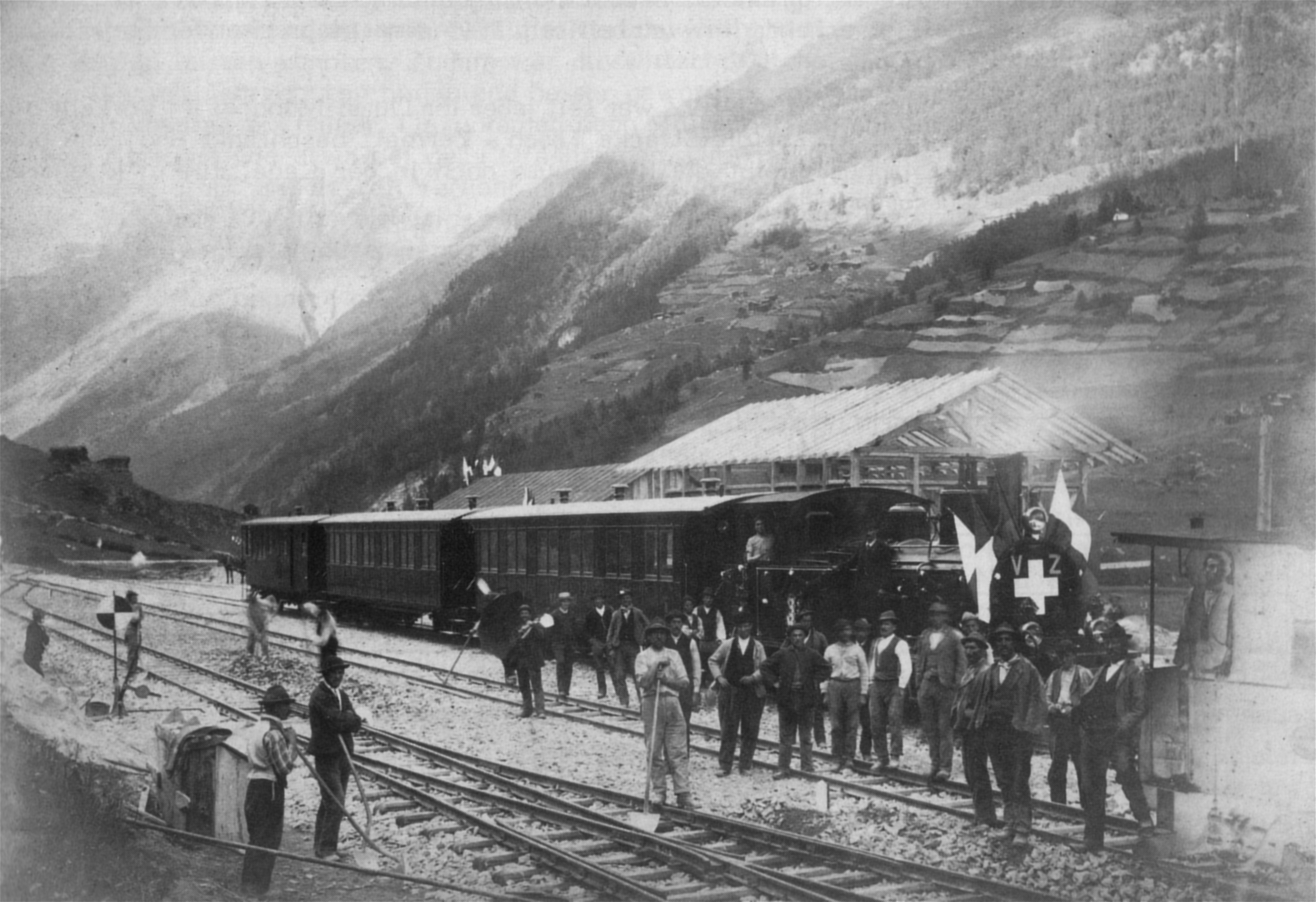
Die Ankunft des ersten Zuges in Zermatt

- 18. Juli: Die Visp-Zermatt-Bahn, mit der das Schweizer Matterhorndorf Zermatt erschlossen wird, wird in Betrieb genommen.
- 25. Juli: Die Drahtseilbahn auf den Laurenziberg in Prag wird in Betrieb genommen.
- 05. August: Im Leipziger Hotel Hauffe wird der weltweit erste American Express Traveller’s Cheque eingelöst.
- September: Der Bahnhof Gatwick wird durch die London, Brighton and South Coast Railway eröffnet. Er ist nur an den Tagen in Betrieb, an denen in Gatwick Pferderennen stattfinden.
- Der Bau der Port Said Railway, einer Schmalspurbahn mit einer Spurweite von 750 mm entlang des Sueskanals von Ismailia bis nach Port Said in Ägypten, wird genehmigt.

#### Unternehmensgründungen
- 01. April: In Chicago wird von William Wrigley Jr. die Seifenfirma Wm. Wrigley Jr. Company gegründet.
- 15. Mai: Gerard Philips gründet in Eindhoven das Unternehmen Philips.
- 02. Oktober: Im schweizerischen Baden wird die Kollektivgesellschaft Brown, Boveri & Cie. gegründet, die sich auf Elektrotechnik spezialisiert.

#### Versorgung
- 26. Mai: Die Zentralmarkthalle Leipzig wird eröffnet.

### Wissenschaft und Technik
- 18. März: Das erste Telefongespräch von Paris nach London über ein Nachrichtenkabel durch den Ärmelkanal wird gehalten.

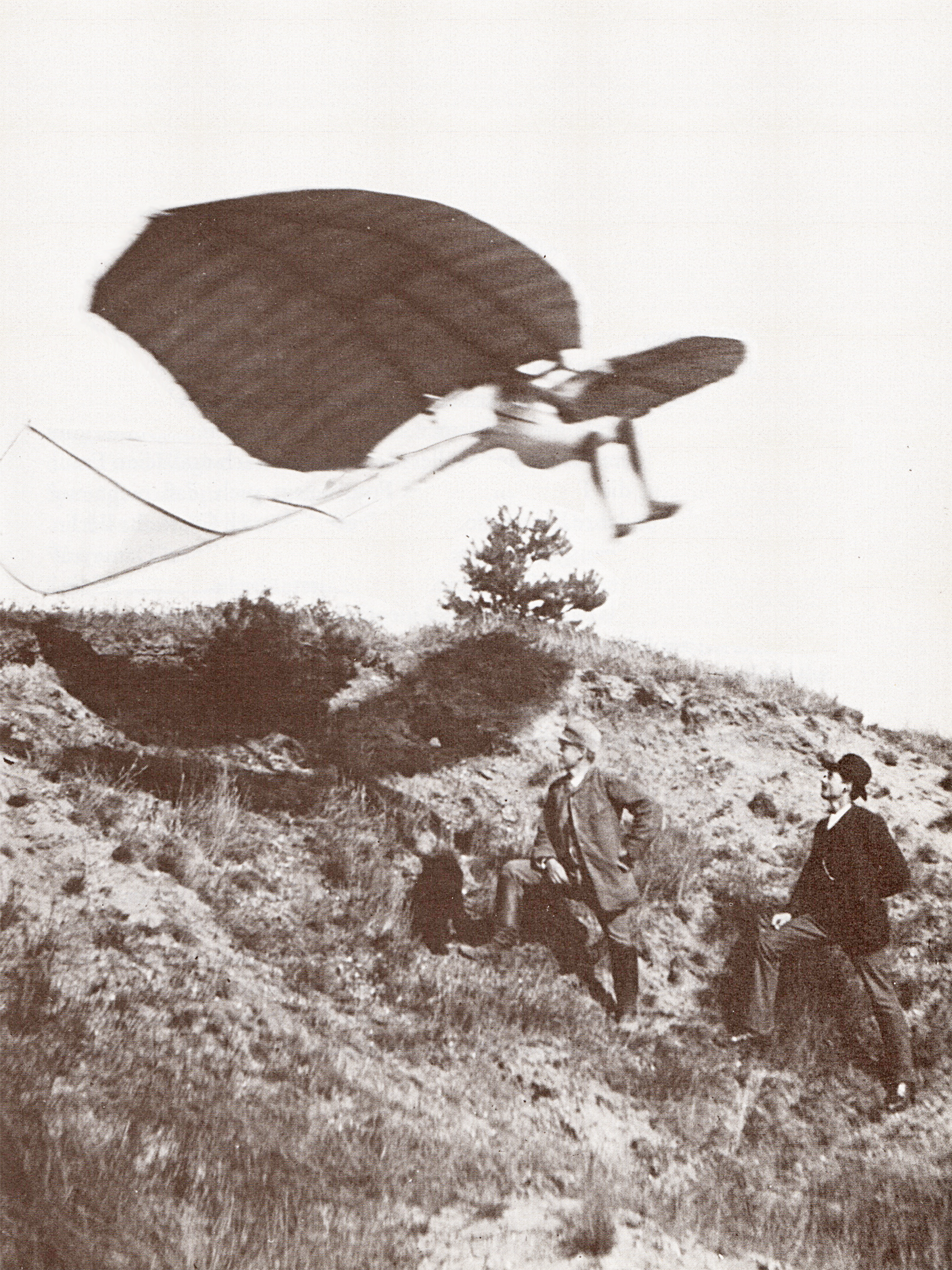
Lilienthal mit dem Derwitzer Apparat im Frühjahr 1891

- Frühjahr: Otto Lilienthal führt erste erfolgreiche Versuche mit dem Derwitzer Apparat, einem manntragenden Gleitflugzeug, in Derwitz bei Potsdam durch.
- 25. August: Anlässlich der internationalen Elektrizitätsausstellung in Frankfurt am Main erfolgt die erste Fernübertragung elektrischer Energie mit Drehstrom durch Oskar von Miller. Es wird eine Leistung von 175 PS (129 kW) bei einer Spannung von 10.000 Volt über eine Entfernung von 176 Kilometer von Lauffen am Neckar übertragen. Die Stromstärke in der Leitung beträgt knapp 13 Ampere.
- 30. August: Der österreichische Astronom Johann Palisa entdeckt am Observatorium in Wien den Asteroiden Chaldaea.
- 01. Oktober: Die Stanford University wird in Kalifornien eröffnet und nimmt ihren Lehrbetrieb auf.
- 22. Dezember: Max Wolf, ein Begründer der Astrofotografie, findet als erster Astronom einen Kleinplaneten mit fotografischen Methoden.
- Ferdinand Braun erfindet das Braunsche Elektrometer.
- Der deutsche Internist Heinrich Irenaeus Quincke führt in Kiel die erste Lumbalpunktion durch.
- Der Kessel von Gundestrup wird in einem dänischen Torfmoor gefunden.

### Kultur

#### Architektur

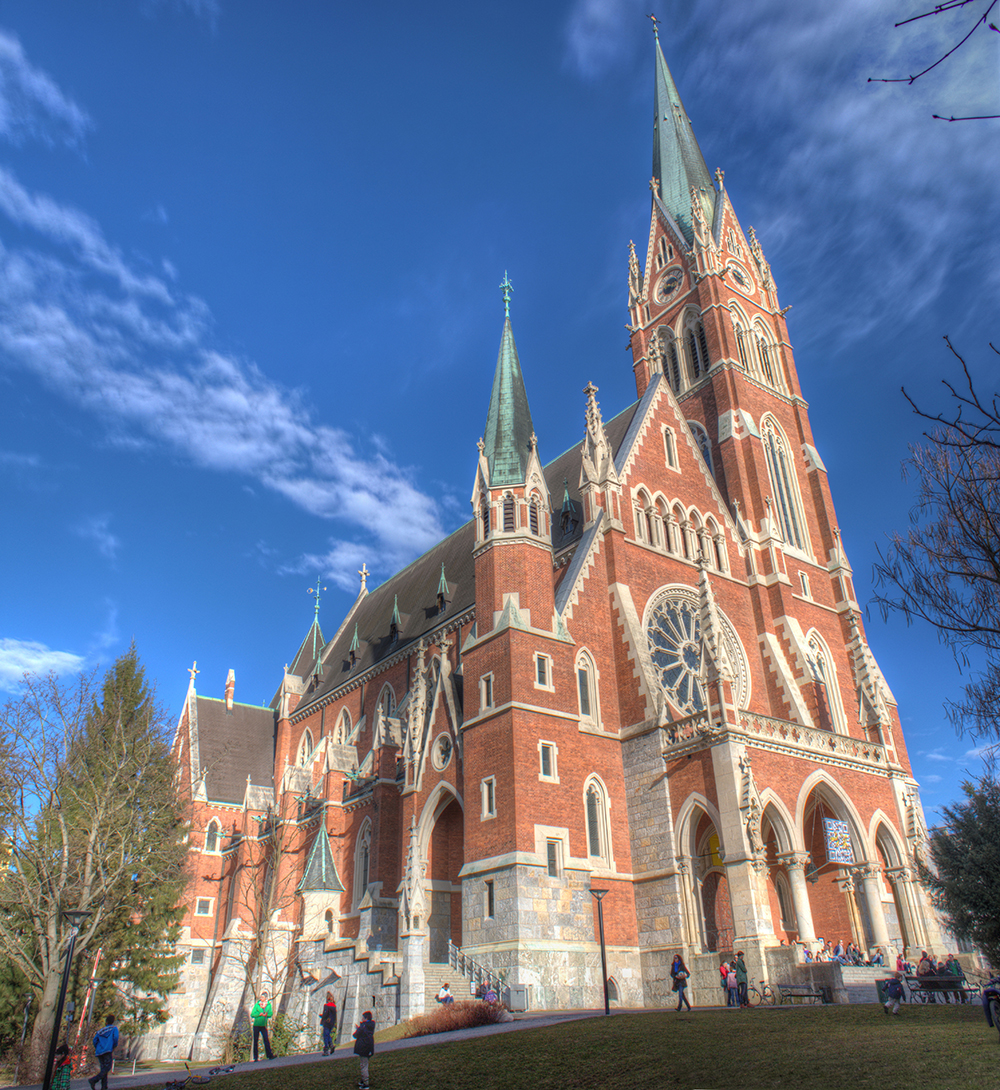
Herz-Jesu-Kirche Graz

- 05. Juni: Die von Fürstbischof Johann Baptist Zwerger in Auftrag gegebene und von Georg von Hauberrisser im neugotischen Backsteinstil erbaute Herz-Jesu-Kirche in Graz wird eingeweiht. Sie zählt zu den bedeutendsten Bauwerken des Historismus in der Steiermark.
- 17. Oktober: Das nach den Entwürfen von Gottfried Semper und Karl von Hasenauer im Stil des Historismus errichtete Kunsthistorische Museum in Wien wird nach 20-jähriger Bauzeit feierlich eröffnet. Ab dem 22. Oktober ist es der Öffentlichkeit zugänglich.

#### Bildende Kunst

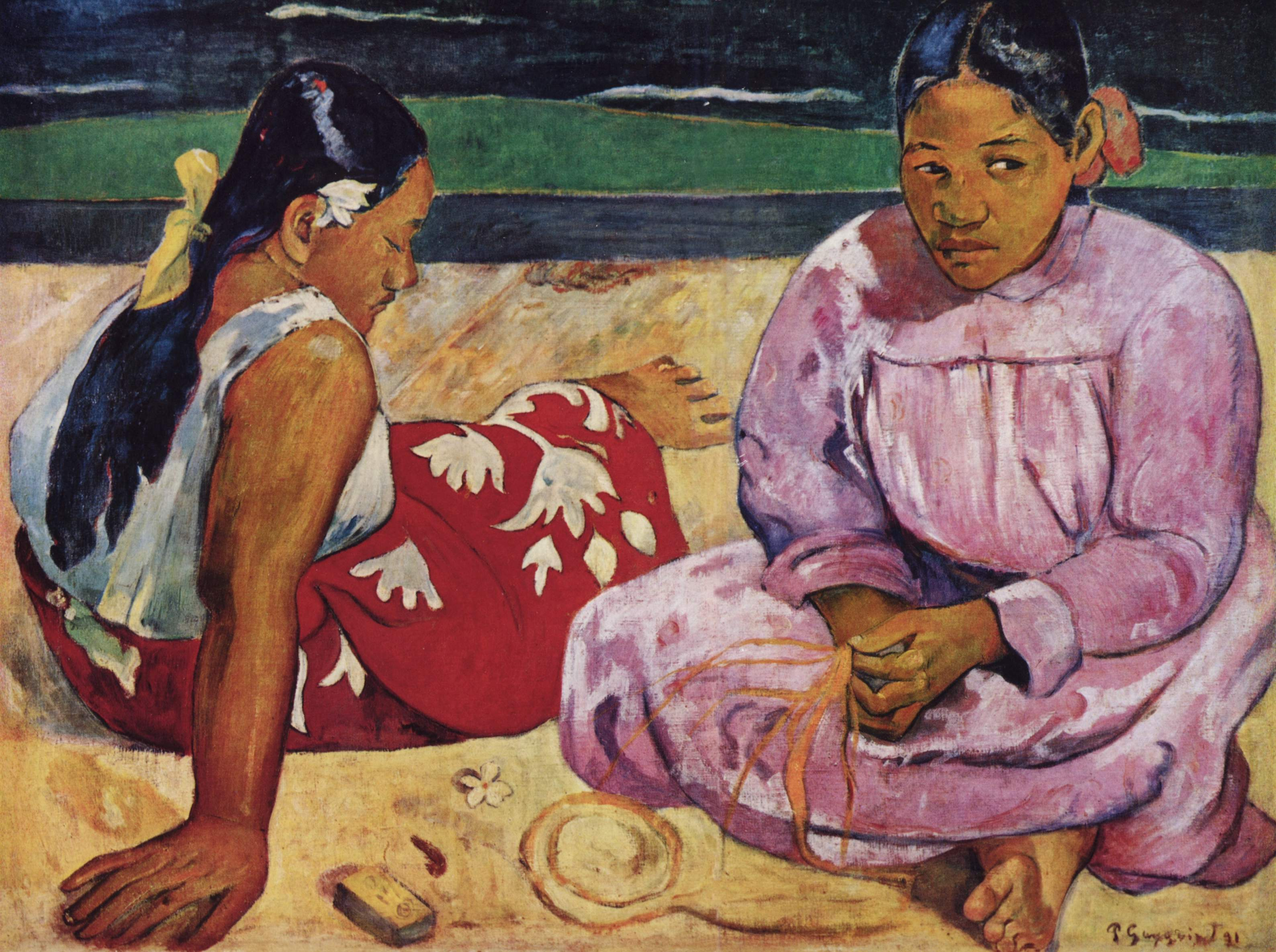
Paul Gauguin: Frauen am Strand (1891)

- 1. April: Der Maler Paul Gauguin schifft sich über Marseille nach Tahiti ein.
- Edvard Munch malt die erste Version seines Gemäldes Melankoli als Bestandteil seines Lebensfrieses.
- um 1891: Thomas Eakins malt Miss Amelia Van Buren.

#### Musik und Theater
- 02. Januar: Uraufführung der Oper Traum auf der Wolga (Orig.: Son na Volge) von Anton Stepanowitsch Arenski im Bolschoi-Theater in Moskau
- 10. Januar: Uraufführung der Operette Saint Cyr von Rudolf Dellinger am Carl-Schultze-Theater in Hamburg
- 10. Januar: UA der Operette Der Vogelhändler von Carl Zeller im Theater an der Wien in Wien.
- 16. März: Uraufführung der Oper Le Mage von Jules Massenet an der Grand Opéra Paris
- 05. Mai: Mit einem von Walter Damrosch und Pjotr Iljitsch Tschaikowski dirigierten Konzert wird die von Andrew Carnegie finanzierte Music Hall of New York offiziell eröffnet, obwohl der Bau noch nicht fertig ist.
- 21. Oktober: Uraufführung der tragischen Oper Vendetta von Alexander von Fielitz in Lübeck
- 31. Oktober: Uraufführung der Oper L’amico Fritz von Pietro Mascagni in Rom

#### Sonstiges
- Die Goldsmith-Lehranstalt wird in London gegründet.

### Religion
- 15. Mai: In der Enzyklika Rerum Novarum geht Papst Leo XIII. auf soziale Belange und die Arbeiterfrage ein.
- 12. September: In der Enzyklika Pastoralis officii verwirft Papst Leo XIII. das Duellieren als christlichen Geboten nicht entsprechend. Er spricht sich dafür aus, dass der Gesetzgeber Duelle unter Strafe stellen soll.

### Katastrophen

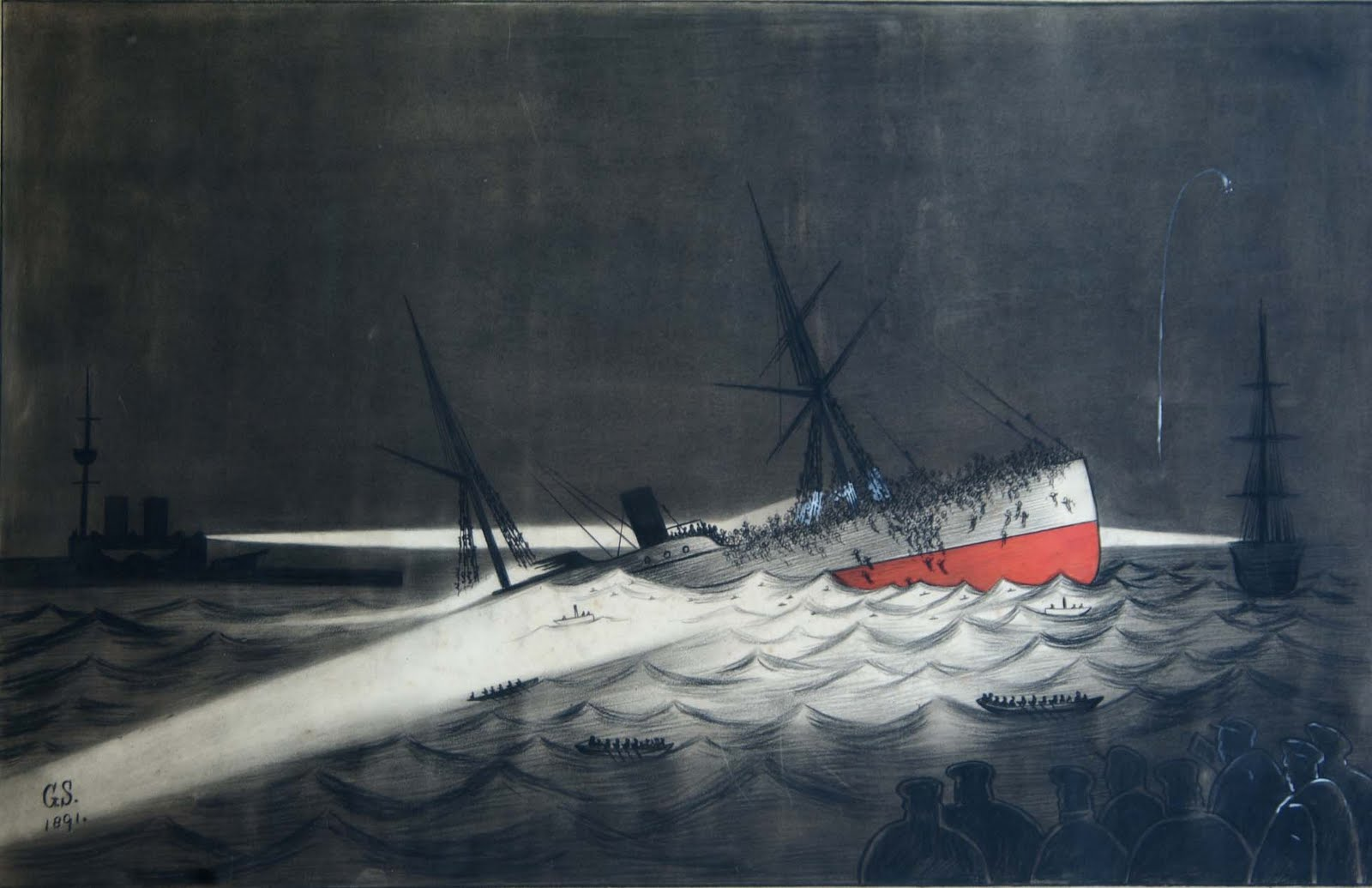
Der Untergang der Utopia, Zeichnung von Georgina Smith

- 17. März: Im Hafen von Gibraltar kollidiert das britische Passagierschiff Utopia mit einem Schlachtkreuzer und sinkt innerhalb von fünf Minuten. 535 Passagiere und Besatzungsmitglieder sterben.

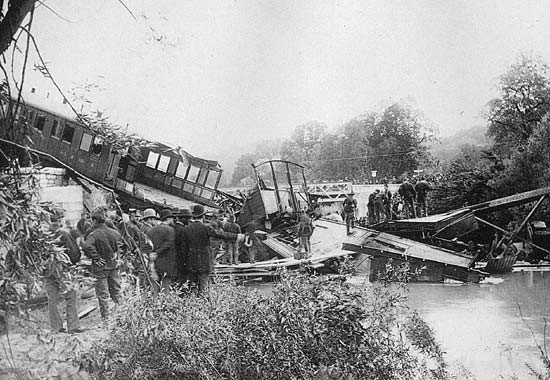
Der Unfallort von Münchenstein

- 14. Juni: Bei der bis heute größten Eisenbahnkatastrophe der Schweiz, dem Eisenbahnunfall von Münchenstein bricht die von Gustave Eiffel entworfene Eisenbahnbrücke über die Birs unter einem von Basel kommenden Zug zusammen. Drei Wagen und beide Lokomotiven stürzen in den Hochwasser führenden Fluss. 78 Personen kommen dabei ums Leben, 131 werden verletzt.

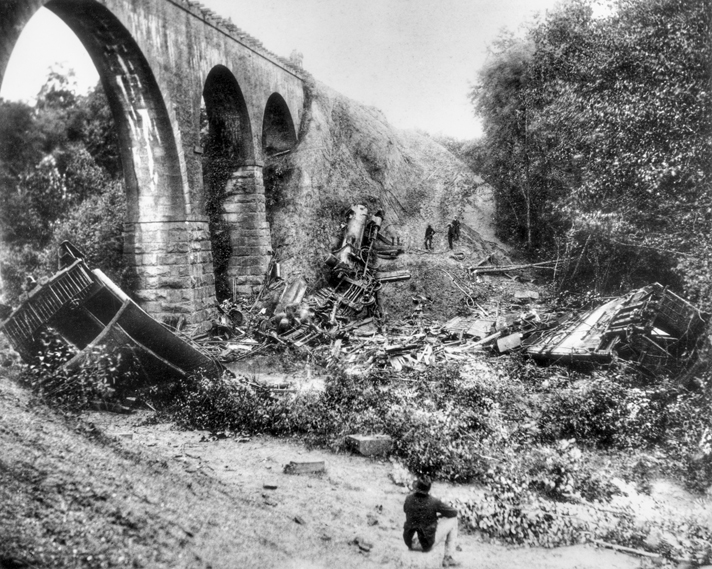
Eisenbahnunfall auf der Bostian-Brücke

- 27. August: Der Eisenbahnunfall auf der Bostian-Brücke fordert 23 Todesopfer sowie eine nicht genannte Zahl an Verletzten.
- 28. Oktober: Das Mino-Owari-Erdbeben erschüttert Japan. Es ist das bisher größte in der Geschichte des Landes und verursacht 7.273 Tote, 17.175 Verletzte und etwa 140.000 zerstörte Häuser. Seine Stärke wird auf 8,0 taxiert.

### Sport
- 15. Februar: In Stockholm wird als allgemeiner Sportklub AIK Solna gegründet, der im Lauf der Zeit zu einem der größten Sportvereine Schwedens heranwächst.
- 28. März: In London werden die ersten Weltmeisterschaften im Gewichtheben ausgetragen.
- 15. Mai: In Köln wird die Kölner Rudergesellschaft 1891 gegründet, der erste deutsche Ruderverein, der auch nichtakademische Mitglieder beitreten können.
- 06. September: Pierre Giffard von der Zeitung Le Petit Journal organisiert erstmals das Radrennen Paris–Brest–Paris.
- 09. September: Charles Terront trifft als Sieger des auf Initiative der Zeitung Le Petit Journal veranstalteten ersten Radrennens Paris–Brest–Paris nach 71:22 Stunden Fahrtzeit wieder in Paris ein. Weitere 97 von 206 gestarteten Fahrern folgen, die letzten benötigen zehn Tage für die Strecke.

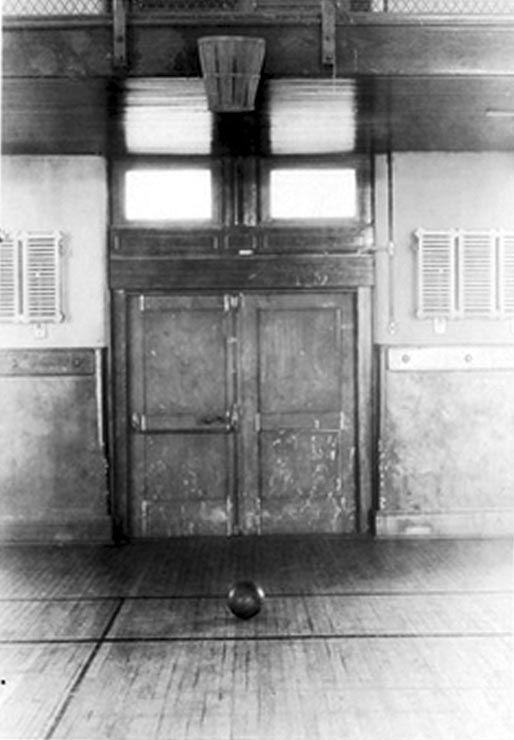
Bild des ersten Basket-Ball-Courts von 1891

- 15. Dezember: Das erste Basketballspiel findet auf der Basis von dreizehn von James Naismith erdachten Regeln statt.

## Geboren

### Januar
- 01. Januar: Charles Bickford, US-amerikanischer Schauspieler († 1967)
- 03. Januar: Fritz Angerstein, deutscher Massenmörder († 1925)
- 03. Januar: Albert Bächtold, Schweizer Schriftsteller († 1981)
- 03. Januar: Alfred Brinckmann, deutscher Schachspieler und -autor († 1967)
- 03. Januar: Max Götze, deutscher Krimineller († 1938)
- 03. Januar: Carlo Salamano, italienischer Automobilrennfahrer († 1969)
- 03. Januar: Kawakami Santarō, japanischer Lyriker († 1968)
- 04. Januar: Rudolf Amon, österreichischer Zoologe und Jagdwissenschaftler († 1964)
- 04. Januar: Henry Vallotton, Schweizer Politiker, Diplomat und Schriftsteller († 1971)
- 05. Januar: A. Leonard Allen, US-amerikanischer Politiker († 1969)
- 05. Januar: Hein König, deutscher Kunstmaler († 1971)
- 06. Januar: Dai Jitao, chinesischer Politiker und Publizist († 1949)
- 06. Januar: Fritz Imhoff, österreichischer Schauspieler und Sänger († 1961)
- 06. Januar: Tim Buck, kanadischer kommunistischer Politiker († 1973)

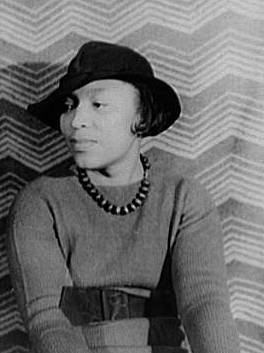
Zora Neale Hurston

- 07. Januar: Zora Neale Hurston, US-amerikanische Schriftstellerin und Anthropologin († 1960)
- 08. Januar: Walter Arndt, deutscher Zoologe und Mediziner († 1944)
- 08. Januar: Jean Gaupillat, französischer Unternehmer und Automobilrennfahrer († 1934)
- 08. Januar: Walter Gotsmann, deutscher Maler und Naturschützer († 1961)

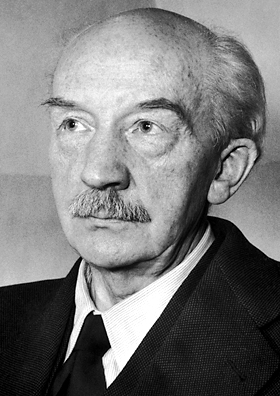
Walther Bothe, 1954

- 08. Januar: Walther Bothe, deutscher Physiker († 1957)
- 10. Januar: Louis A. Johnson, US-amerikanischer Politiker († 1966)
- 10. Januar: Ludwig Manfred Lommel, deutscher Humorist († 1962)
- 11. Januar: Andrew Sockalexis, US-amerikanischer Langstreckenläufer († 1919)
- 12. Januar: Heinrich Dinkelbach, deutscher Ökonom († 1967)
- 13. Januar: Bruno Kurzweil, österreichischer Rechtsanwalt († 1942)
- 13. Januar: Miguel Pro, mexikanischer katholischer Priester und Märtyrer († 1927)
- 14. Januar: Ville Kyrönen, finnischer Langstrecken- und Crossläufer († 1959)
- 15. Januar: Ossip Emiljewitsch Mandelstam, russischer Dichter († 1938)
- 17. Januar: Walter Eucken, deutscher Ökonom († 1950)
- 20. Januar: Mischa Elman, US-amerikanischer Violinvirtuose († 1967)
- 21. Januar: Ivar Hellman, schwedischer Komponist und Dirigent († 1994)
- 21. Januar: Franz Sedlacek, deutsch-österreichischer Maler († 1945)
- 21. Januar: Timothy Mather Spelman, US-amerikanischer Komponist († 1970)
- 22. Januar: Antonio Gramsci, italienischer Schriftsteller, Politiker und Philosoph († 1937)
- 24. Januar: Walter Model, deutscher Generalfeldmarschall († 1945)
- 25. Januar: William C. Bullitt, US-amerikanischer Diplomat († 1967)
- 26. Januar: George Duller, britischer Jockey und Automobilrennfahrer († 1962)
- 26. Januar: Amakasu Masahiko, japanischer Leutnant († 1945)
- 26. Januar: Ilja Ehrenburg, russischer Schriftsteller und Kriegsberichtserstatter († 1967)
- 26. Januar: Charles Journet, römisch-katholischer Kardinal († 1975)
- 26. Januar: Wilder Penfield, US-amerikanischer Mediziner († 1976)
- 26. Januar: Salvador Sturla, dominikanischer Komponist und Musiker († 1975)
- 27. Januar: Wilhelm Morgner, deutscher Maler des Expressionismus († 1917)
- 28. Januar: Karel Boleslav Jirák, tschechischer Komponist († 1972)
- 28. Januar: Walther Binner, deutscher Schwimmer und Präsident des Weltschwimmverbandes FINA († 1971)
- 29. Januar: Suzanne de Dietrich, französische Ingenieurin, Theologin und Autorin († 1981)
- 29. Januar: Archie Mayo, US-amerikanischer Bühnen- und Filmschauspieler († 1968)
- 29. Januar: Richard Norris Williams, US-amerikanischer Tennisspieler († 1968)
- 30. Januar: Hellmuth von Hase, deutscher Verleger († 1979)
- 31. Januar: Max Drischner, deutscher Komponist, Organist und Cembalist († 1971)
- 31. Januar: Kurt von Plettenberg, deutscher Forstmann († 1945)

### Februar
- 01. Februar: Dietrich Klagges, deutscher Ministerpräsident († 1971)
- 02. Februar: Antonio Segni, italienischer Politiker († 1972)
- 03. Februar: Juan Negrín, spanischer Politiker und letzter Ministerpräsident der spanischen Republik († 1956)
- 04. Februar: Christian Kuhlemann, deutscher Politiker († 1964)
- 05. Februar: Marc Amsler, schweizerische Professor der Augenheilkunde († 1968)
- 05. Februar: Monta Bell, US-amerikanischer Produzent, Regisseur und Drehbuchautor († 1958)
- 05. Februar: Walter Lackner, deutscher General († 1976)
- 06. Februar: Birger Dahlerus, schwedischer Großindustrieller († 1957)
- 08. Februar: Alfons Walde, österreichischer Maler und Architekt († 1958)

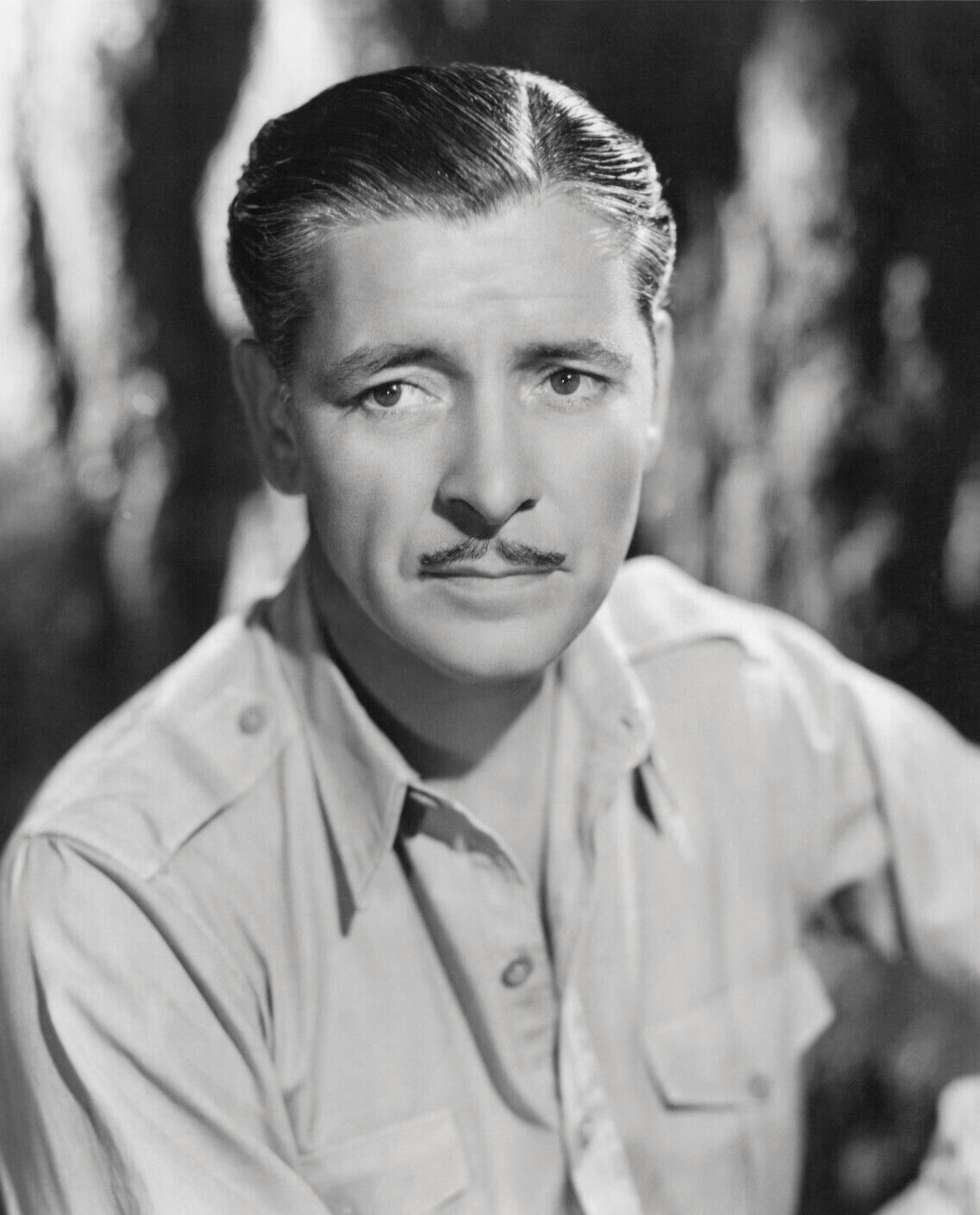
Ronald Colman, 1937

- 09. Februar: Ronald Colman, britischer Schauspieler († 1958)
- 10. Februar: André Coyne, französischer Ingenieur († 1960)
- 10. Februar: William Lawrie Welsh, britischer Flugpionier des Royal Naval Air Service und der Royal Air Force († 1962)
- 11. Februar: Paul Ash, US-amerikanischer Violinist, Pianist, Komponist und Bigband-Leader († 1958)
- 12. Februar: Ernst-Christoph Brühler, deutscher Politiker († 1961)
- 12. Februar: Eugene Millikin, US-amerikanischer Politiker († 1958)
- 12. Februar: Naoki Sanjūgo, japanischer Schriftsteller († 1934)
- 12. Februar: Robert P. Patterson, US-amerikanischer Politiker († 1952)
- 13. Februar: Grant Wood, US-amerikanischer Maler des Realismus († 1942)
- 14. Februar: Erich Engel, deutscher Film- und Theaterregisseur († 1966)
- 14. Februar: Katherine Stinson, US-amerikanische Flugpionierin († 1977)
- 15. Februar: Dino Borgioli, italienischer Opernsänger († 1960)
- 15. Februar: Roy Rene, australischer Komiker und Schauspieler († 1954)
- 15. Februar: Jean-Louis Rolland, französischer Politiker († 1970)
- 15. Februar: Josef Wintrich, deutscher Verfassungsgerichtspräsident († 1958)
- 16. Februar: Hans F. K. Günther, nationalsozialistischer Eugeniker und „Rasseforscher“ († 1968)
- 16. Februar: Johannes Messner, österreichischer Theologe, Rechtswissenschaftler und Politiker († 1984)
- 16. Februar: Nikolos Muschelischwili, georgischer Mathematiker († 1976)
- 16. Februar: Pietro Parente, italienischer römisch-katholischer Kardinal († 1986)
- 17. Februar: Georg Britting, deutscher Schriftsteller († 1964)
- 17. Februar: Wilhelm Brülle, deutscher Turner († 1917)
- 17. Februar: Willi Fick, deutscher Fußballspieler († 1913)
- 17. Februar: Adolf Abraham Halevi Fraenkel, deutsch-israelischer Mathematiker († 1965)
- 19. Februar: Jack Bezzant, britischer Automobilrennfahrer († 1964)
- 19. Februar: Robert Lejeune, Schweizer evangelischer Geistlicher († 1970)
- 21. Februar: Karl L. King, US-amerikanischer Komponist und Dirigent († 1971)
- 22. Februar: Jan Wils, niederländischer Architekt († 1972)
- 23. Februar: Kurata Hyakuzō, japanischer Schriftsteller († 1943)
- 25. Februar: Alfredo Marceneiro, portugiesischer Fado-Sänger († 1982)
- 25. Februar: Pieter Adrianus Kooijman, niederländischer Autor und Anarchist († 1975)
- 26. Februar: Valerio Abbondio, Schweizer Lehrer und Dichter († 1958)
- 26. Februar: Carlo Carcano, italienischer Fußballspieler und -trainer († 1965)
- 26. Februar: George Hill, neuseeländischer Langstreckenläufer († 1944)
- 26. Februar: Eduard Wirz, Schweizer Lokalhistoriker und Dichter († 1970)
- 27. Februar: Arie Bijvoet, niederländischer Fußballspieler († 1976)
- 27. Februar: Issai Alexandrowitsch Dobrowen, russisch-norwegischer Komponist, Dirigent und Pianist († 1953)
- 27. Februar: Flérida de Nolasco, dominikanischer Literatur- und Musikwissenschaftlerin († 1976)

### März
- 01. März: Rudolphina Menzel, israelische Kynologin († 1973)
- 03. März: Arthur Drewry, britischer Fußball-Funktionär, FIFA-Präsident († 1961)
- 05. März: Sultan al-Atrasch, syrischer Nationalist und Generalkommandant († 1982)
- 05. März: Gitz Rice, kanadischer Sänger, Pianist, Komponist und Entertainer († 1947)
- 06. März: Phil Donnelly, US-amerikanischer Politiker, Gouverneur von Missouri († 1961)
- 07. März: Janko Ravnik, slowenischer Komponist, Musikpädagoge und Regisseur († 1981)
- 07. März: Gildardo Magaña, mexikanischer Politiker, Revolutionär und Anarchosyndikalist († 1939)
- 08. März: George Froeschel, österreichisch-amerikanischer Schriftsteller und Drehbuchautor († 1979)
- 08. März: Sam Jaffe, US-amerikanischer Schauspieler († 1984)
- 09. März: Kurt Latte, deutscher Philologe († 1964)
- 09. März: José P. Laurel, philippinischer Politiker und Staatspräsident († 1959)
- 11. März: Max Kaus, deutscher Maler und Graphiker († 1977)
- 12. März: Adolf Wilhelm Baum, deutscher Maler, Zeichner und Graphiker († 1977)
- 12. März: Michael Polanyi, ungarisch-britischer Chemiker und Philosoph († 1976)
- 13. März: Felix Aderca, rumänischer Dichter, Autor und Essayist († 1962)
- 13. März: Hermann R. O. Knothe, deutscher Landschafts- und Porträtmaler († 1961)
- 13. März: Omer Létourneau, kanadischer Organist und Pianist, Komponist, Musikverleger und -pädagoge († 1983)
- 14. März: Hermann Wenhold, deutscher Politiker († 1976)
- 15. März: Ferruccio Ferrazzi, italienischer Maler und Bildhauer († 1978)
- 15. März: Heinrich Ochsner, deutscher Philosoph und Verlagslektor († 1970)
- 16. März: Marcelle Capy, französische Pazifistin und Feministin († 1962)
- 16. März: Dezyderiusz Danczowski, polnischer Cellist und Musikpädagoge († 1950)
- 16. März: Zoltán Oroszlán, ungarischer Archäologe, Kunsthistoriker und Museologe († 1971)
- 16. März: Juozas Žilevičius, litauischer Komponist, Organist, Musikpädagoge und -wissenschaftler († 1985)
- 17. März: René Fülöp Miller, US-amerikanischer Schriftsteller und Soziologe österreichisch-rumänischer Herkunft († 1963)
- 19. März: Earl Warren, Gouverneur von Kalifornien und Oberster Richter der USA († 1974)
- 19. März: Josef Blatný, tschechischer Komponist und Organist († 1980)
- 20. März: Edmund Goulding, britisch-US-amerikanischer Filmregisseur († 1959)
- 21. März: Helmuth Gmelin, deutscher Schauspieler und Theaterleiter († 1959)
- 22. März: Giovanni Bianconi, Schweizer Lehrer, Holzschnitzer und Heimatforscher († 1981)
- 22. März: Alexis Roland-Manuel, französischer Komponist und Musikkritiker († 1966)
- 23. März: Heinrich Wiepking-Jürgensmann, deutscher Landschaftsarchitekt und Hochschullehrer († 1973)
- 24. März: Helmut de Boor, deutscher Germanist und Literaturhistoriker († 1976)
- 24. März: Charley Toorop, niederländische Malerin und Lithografin († 1955)
- 24. März: John Knittel, Schweizer Schriftsteller († 1970)
- 26. März: Thomas Roch Agniswami, Bischof von Kottar († 1974)
- 27. März: Clemens Adams, deutscher Politiker († 1962)
- 27. März: Adolphus Peter Elkin, australischer Ethnologe, Anthropologe und Linguist († 1979)
- 28. März: Johann Heinrich Suhrkamp, deutscher Lehrer, Dramaturg, Regisseur und Herausgeber; Gründer des Suhrkamp Verlags († 1959)
- 29. März: Alfred Neubauer, deutscher Rennleiter des Mercedes-Grand-Prix-Teams († 1980)
- 29. März: Aimé Nezeloff, französischer Automobilrennfahrer († 1963)
- 29. März: Yvan Goll, deutsch-französischer Schriftsteller († 1950)
- 30. März: Arthur William Sidney Herrington, US-amerikanischer Ingenieur, Konstrukteur des Jeep († 1970)
- 30. März: Leo Reuss, österreichisch-US-amerikanischer Schauspieler († 1946)
- 31. März: Oszkár Asbóth, ungarischer Ingenieur und Luftfahrtpionier († 1960)

### April
- 01. April: Bertha Dudde, deutsches Medium († 1965)
- 01. April: Hans Döllgast, deutscher Architekt und Graphiker († 1974)
- 01. April: Hans Kayser, deutscher Komponist und Musiktheoretiker († 1964)
- 01. April: Gustav Zinke, tschechoslowakischer Ruderer († 1967)

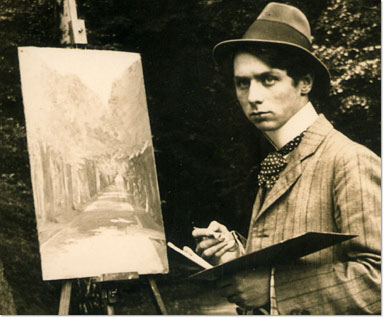
Max Ernst, 1909

- 02. April: Max Ernst, deutscher Maler des Dadaismus und des Surrealismus († 1976)
- 04. April: Richard Euringer, nationalsozialistischer deutscher Schriftsteller († 1953)
- 05. April: Eric Gordon England, britischer Ingenieur und Automobilrennfahrer († 1976)
- 05. April: Arnold Jackson, britischer Leichtathlet und Olympiasieger († 1972)
- 05. April: Ernst Fraenkel, deutscher Wirtschaftshistoriker († 1971)
- 05. April: Laura Vicuna, chilenische Selige der Salesianischen Familie († 1904)
- 07. April: Hans Hermann Adler, Zeitungswissenschaftler und Professor († 1956)
- 07. April: Ole Kirk Christiansen, dänischer Kunsttischler, LEGO-Gründer († 1958)
- 09. April: Oskar Farny, deutscher Politiker († 1983)
- 09. April: Vlasta Burian, tschechischer Schauspieler und Komiker († 1962)
- 09. April: Eugen Szenkar, ungarischer Dirigent († 1977)
- 10. April: Harold S. Bucquet, US-amerikanischer Filmregisseur englischer Herkunft († 1946)
- 10. April: Hans José Rehfisch, deutscher Dramatiker († 1960)
- 12. April: Hans Rothfels, deutscher Historiker († 1976)
- 13. April: Robert Scholl, deutscher Politiker, Vater der Geschwister Scholl († 1973)
- 13. April: Nella Larsen, US-amerikanische Schriftstellerin († 1964)
- 14. April: Bhimrao Ramji Ambedkar, indischer Politiker und Sozialreformer († 1956)
- 15. April: Karl Alwin, deutscher Dirigent († 1945)
- 15. April: Peter Horn, deutscher Politiker († 1967)
- 15. April: Väinö Raitio, finnischer Komponist († 1945)
- 16. April: Henri Auguste Arnaud, französischer Mittelstreckenläufer († 1956)
- 17. April: George Adamski, US-amerikanischer Science-Fiction-Schriftsteller und Ufologe († 1965)
- 17. April: José Enrique Varela, spanischer General († 1951)
- 18. April: Werner Schendell, Pseudonym: Roman Quitt, deutscher Schriftsteller († 1961)
- 19. April: Henrik Adam Due, norwegischer Geiger und Musikpädagoge († 1966)
- 19. April: Emil Rauchmaul; ungarischer Fußballspieler und -trainer († 1968)
- 19. April: Ludwig Thoma, deutscher Kommunalpolitiker († nach 1958)
- 20. April: Aldo Finzi, italienischer Motorradrennfahrer, Offizier, faschistischer Politiker jüdischer Herkunft, Anwalt, Sportpolitiker und Widerstandskämpfer († 1944)
- 21. April: Jean Dansereau, kanadischer Pianist und Musikpädagoge († 1974)
- 22. April: George Enacovici, rumänischer Komponist († 1965)
- 22. April: Harold Jeffreys, englischer Mathematiker, Statistiker, Geophysiker und Astronom († 1989)
- 22. April: Vittorio Jano, italienischer Automobilkonstrukteur († 1965)

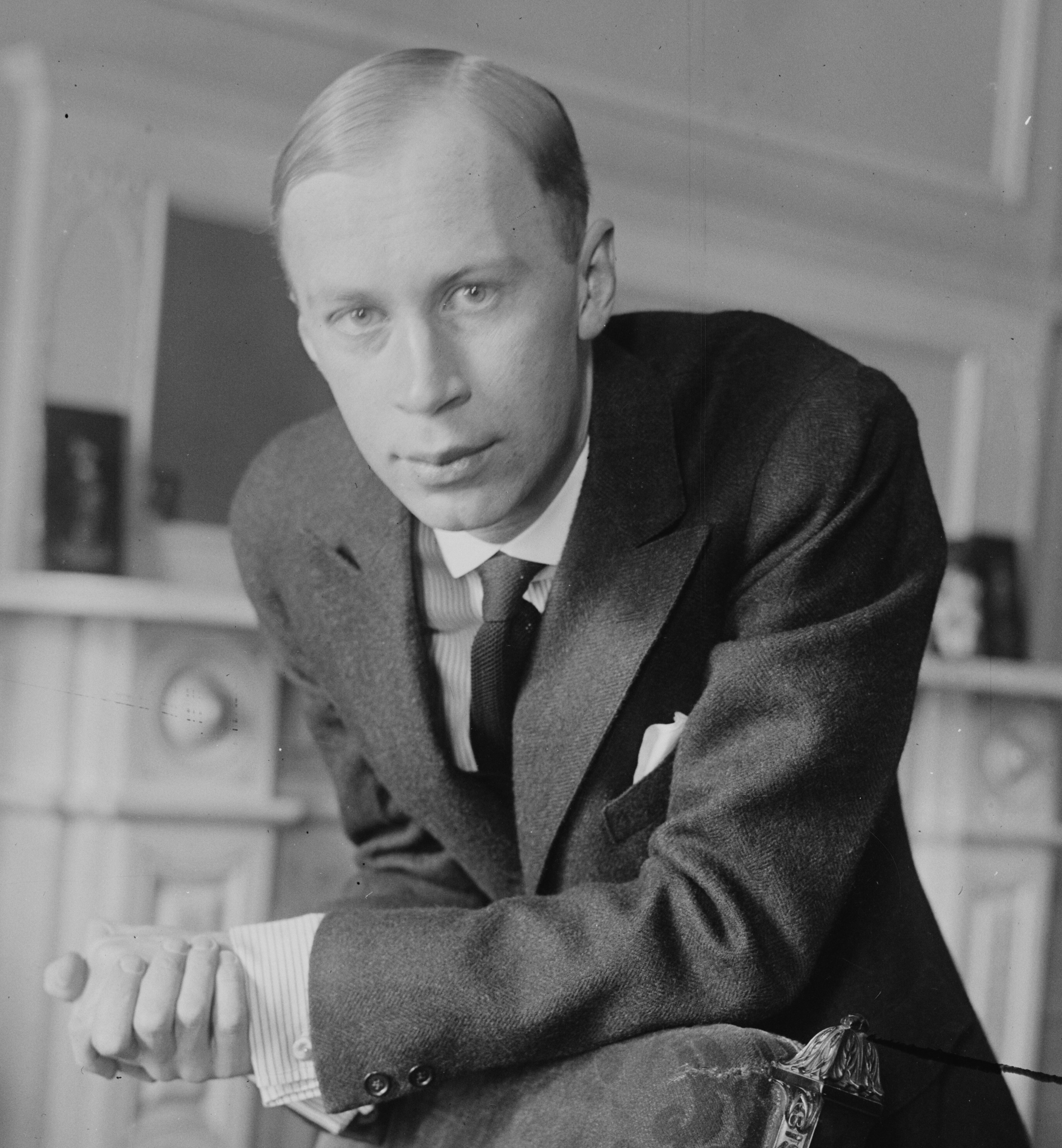
Sergei Prokofjew, 1918

- 23. April: Paul Schmidt-Roller, deutscher Maler, Kunstlehrer und Textilgestalter († 1963)
- 23. April: Sergei Sergejewitsch Prokofjew, russischer Komponist († 1953)
- 26. April: Harry Cording, britischer Schauspieler († 1954)
- 27. April: Robert Mauger, französischer Politiker und Résistant († 1958)
- 28. April: Antonio Drapier, französischer Erzbischof und emeritierter apostolischer Delegat für Indochina († 1967)
- 28. April: Friedrich Weißler, deutscher Jurist († 1937)
- 29. April: Albert de Jong, niederländischer Autor und Anarchosyndikalist († 1970)
- 000April: Charley Patton, US-amerikanischer Bluesmusiker († 1934)

### Mai
- 01. Mai: Philip Pandely Argenti, griechischer Diplomat, Rechtsanwalt, Genealoge und Historiker († 1974)
- 02. Mai: Paul Böttcher, deutsche Politiker, Abgeordneter und Journalist († 1975)
- 02. Mai: Lene Voigt, deutsche Schriftstellerin († 1962)
- 02. Mai: Otto Wittenburg, deutscher Politiker († 1976)
- 03. Mai: Katharina Heise, deutsche Malerin und Bildhauerin († 1964)
- 04. Mai: Frederick Jacobi, US-amerikanischer Komponist († 1952)
- 04. Mai: Petko Petkow, bulgarischer Politiker († 1924)
- 08. Mai: Claire Anderson, US-amerikanische Schauspielern († 1964)
- 09. Mai: Fritz Heitmann, deutscher Organist († 1953)
- 09. Mai: May Warden, britische Schauspielerin (u. a. Dinner for One) († 1978)
- 10. Mai: Guilherme Rebelo de Andrade, portugiesischer Architekt († 1969)
- 10. Mai: Anton Dostler, deutscher General der Infanterie im Zweiten Weltkrieg († 1945)
- 11. Mai: Henry Morgenthau, US-amerikanischer Politiker († 1967)
- 12. Mai: Johannes Paul, deutscher Historiker († 1990)
- 13. Mai: Arthur Lourié, russischer Komponist († 1966)
- 13. Mai: Fritz Rasp, deutscher Film- und Bühnendarsteller († 1976)
- 15. Mai: Michail Afanassjewitsch Bulgakow, russischer Schriftsteller († 1940)
- 16. Mai: Richard Tauber, österreichisch-britischer Opernsänger († 1948)
- 18. Mai: Rudolf Carnap, deutscher Philosoph († 1970)
- 19. Mai: Oswald Boelcke, deutscher Jagdflieger im Ersten Weltkrieg († 1916)
- 20. Mai: Earl Browder, US-amerikanischer Sozialist und Führer der Kommunistischen Partei der USA (CPUSA) († 1973)
- 20. Mai: Wilhelm Ehlers, deutscher Schriftsteller und Journalist († 1952)
- 20. Mai: Abel Smeets, französischer Automobilrennfahrer († 1969)
- 22. Mai: Johannes R. Becher, deutscher Schriftsteller († 1958)
- 22. Mai: Lucien Cailliet, US-amerikanischer Komponist und Klarinettist († 1985)
- 23. Mai: Pär Lagerkvist, schwedischer Schriftsteller und Dichter († 1974)
- 23. Mai: Felice Milano, italienischer Fußballspieler († 1915)
- 24. Mai: William Foxwell Albright, US-amerikanischer Archäologe und Orientalist († 1971)
- 25. Mai: George Walter Anderson, englischer Fußballspieler († 1959)
- 25. Mai: Karl Wagner, deutscher Kommunist und Gegner des Nationalsozialismus († 1965)
- 26. Mai: Oskar Halecki, polnischer Historiker († 1973)
- 26. Mai: Mamie Smith, US-amerikanische Sängerin, Tänzerin und Schauspielerin († 1946)
- 27. Mai: Otakar Bittmann, tschechoslowakischer Gynäkologe und Automobilrennfahrer († 1945)
- 27. Mai: Claude Champagne, kanadischer Komponist († 1965)
- 28. Mai: Martin F. Smith, US-amerikanischer Politiker († 1954)
- 31. Mai: Erich Walter Sternberg, israelischer Komponist († 1974)

### Juni
- 03. Juni: Mary Kendall Browne, US-amerikanische Tennisspielerin († 1971)
- 03. Juni: Franz Gruss, österreichischer Maler, Zeichner und Freskant († 1979)
- 04. Juni: Ernö Rapée, ungarisch-US-amerikanischer Pianist, Komponist und Dirigent († 1945)
- 04. Juni: Leopold Vietoris, österreichischer Mathematiker († 2002)
- 06. Juni: Erich Marcks, deutscher General der Artillerie († 1944)
- 07. Juni: Willy Haas, deutscher Publizist und Literaturkritiker († 1973)
- 07. Juni: Jørgen Jørgensen, dänischer Politiker († 1963)
- 07. Juni: Athos Palma, argentinischer Komponist und Musikpädagoge († 1951)
- 08. Juni: Laurence Fletcher Arnold, US-amerikanischer Politiker († 1966)
- 08. Juni: Werner Charles Rudolph Aue, britischer Diplomat († 1977)
- 08. Juni: Walter Fuchs, österreichisch-deutscher Chemiker († 1957)
- 09. Juni: Cole Porter, US-amerikanischer Komponist und Liedtexter († 1964)
- 13. Juni: Nell Craig, US-amerikanische Schauspielerin († 1965)
- 13. Juni: Russell V. Mack, US-amerikanischer Drehbuchautor und Dramatiker († 1960)
- 14. Juni: Walther Asal, deutscher Generalstabsarzt und Chirurg († 1987)
- 14. Juni: André Isoré, französischer Politiker († 1968)
- 14. Juni: Alexander Wolkow, russischer Schriftsteller und Mathematikprofessor († 1977)
- 17. Juni: Georges Beauchemin, kanadischer Sänger († 1957)
- 17. Juni: Pierre Luboshutz, russischer Pianist und Musikpädagoge († 1971)
- 19. Juni: Walter Arnold, deutscher Fabrikant († 1973)
- 19. Juni: Adolfo Costa du Rels, bolivianischer Schriftsteller, Diplomat und Politiker († 1980)
- 19. Juni: John Heartfield, deutscher Maler, Graphiker und Bühnenbildner († 1968)
- 19. Juni: Mishel Piastro, US-amerikanischer Geiger und Dirigent († 1970)
- 19. Juni: Juan Pulido, spanischer Sänger und Schauspieler († 1972)
- 21. Juni: Käthe Jatho-Zimmermann, deutsche Schriftstellerin († 1989)
- 21. Juni: Pier Luigi Nervi, italienischer Bauingenieur († 1979)
- 21. Juni: Hermann Scherchen, deutscher Dirigent († 1966)
- 23. Juni: Heinrich XXXIX., Paragiatsherr von Reuß-Köstritz († 1946)
- 24. Juni: Richard Abelein, deutscher Tierarzt († 1973)
- 24. Juni: Heinrich Grüber, deutscher evangelischer Theologe und Gegner des Nazi-Regimes († 1975)
- 26. Juni: Sidney Howard, US-amerikanischer Drehbuchautor und Dramatiker († 1939)
- 26. Juni: Peter Hütgens, deutscher Politiker und Reichstagsabgeordneter († 1945)
- 27. Juni: Wladimir Michailowitsch Petljakow, sowjetischer Flugzeugkonstrukteur († 1942)
- 29. Juni: Petre Andrei, rumänischer Soziologe und Politiker († 1940)
- 30. Juni: Béla Blum, ungarischer Ruderer († 1957)

### Juli
- 01. Juli: Otto Armster, deutscher Nachrichtendienst-Offizier und Widerstandskämpfer († 1957)
- 03. Juli: Richard Kuthan, österreichischer Fußballspieler († 1958)
- 05. Juli: John Howard Northrop, US-amerikanischer Chemiker († 1987)
- 06. Juli: Conrad Olsen, norwegischer Ruderer († 1970)
- 07. Juli: Johann Astl, österreichischer Politiker († 1964)
- 07. Juli: Franco Giongo, italienischer Leichtathlet († 1981)
- 10. Juli: Adrien Drancé, französischer Automobilrennfahrer († 1980)
- 10. Juli: Paul Eipper, deutscher Schriftsteller († 1964)
- 12. Juli: Oskar Bider, Schweizer Landwirt und Flugpionier († 1919)
- 13. Juli: Marguerite Boulc’h, französische Chansonsängerin, auch Fréhel genannt († 1951)
- 13. Juli: Werner Rittberger, deutscher Eiskunstläufer († 1975)
- 15. Juli: Adolf Wurmbach, deutscher Schriftsteller († 1968)
- 18. Juli: Emil Julius Gumbel, deutscher Mathematiker und politischer Publizist († 1966)
- 18. Juli: Alexander Popovich, österreichischer Fußballspieler und -trainer († 1952)
- 19. Juli: Paul McNutt, US-amerikanischer Politiker († 1955)
- 23. Juli: John D. McWilliams, US-amerikanischer Politiker († 1975)
- 26. Juli: Sydney Hayes, britischer Lacrossespieler († 1944)
- 26. Juli: Fritz Ringgenberg, Schweizer Bankangestellter und Bühnenautor in Mundart († 1977)
- 26. Juli: Uno Kōji, japanischer Schriftsteller († 1961)
- 27. Juli: Ruth Plumly Thompson, US-amerikanische Schriftstellerin († 1976)
- 28. Juli: István Tóth-Potya, ungarischer Fußballspieler und -trainer († 1945)
- 29. Juli: Bernhard Zondek, deutscher Gynäkologe († 1966)

### August
- 01. August: Enrique Mario Casella, argentinischer Komponist († 1948)
- 01. August: Charles H. Elston, US-amerikanischer Politiker († 1980)
- 01. August: Karl Kobelt, Schweizer Politiker († 1968)
- 01. August: Edward Streeter, US-amerikanischer Journalist und Schriftsteller († 1976)
- 02. August: Arthur Bliss, englischer Komponist († 1975)
- 06. August: Hans Mersmann, deutscher Musikforscher († 1971)
- 08. August: André Boillot, französischer Automobilrennfahrer († 1932)
- 08. August: Adolf Busch, deutscher Geiger und Komponist († 1952)
- 08. August: Wilhelm Matthießen, deutscher Kinder- und Jugendbuchautor († 1965)
- 11. August: Karl Adams, US-amerikanischer Baseballspieler († 1967)
- 11. August: Adam Antes, deutscher Bildhauer und Grafiker († 1984)
- 11. August: Dé Kessler, niederländischer Fußballspieler († 1943)
- 11. August: Edgar Zilsel, österreichischer Philosoph († 1944)
- 12. August: Karl Aulitzky, österreichischer Altphilologe und Gymnasiallehrer († 1945)
- 12. August: Antonio Cortis, spanischer Opernsänger († 1952)
- 13. August: Reinold von Thadden, deutscher Theologe († 1976)
- 14. August: Mihail Jora, rumänischer Komponist († 1971)
- 15. August: Tor Bergeron, schwedischer Meteorologe († 1977)
- 16. August: Adelheid Erna Karoline Marie Elisabeth von Sachsen-Meiningen, Prinzessin von Sachsen-Meiningen und Prinzessin von Preußen († 1971)
- 17. August: Rudolf Trautvetter, deutscher General († 1982)
- 19. August: Ernst Möller, deutscher Fußballspieler († 1916)
- 20. August: Kanaguri Shisō, japanischer Marathonläufer († 1983)
- 20. August: Otto Uhlmann, Schweizer Komponist und Dirigent († 1980)
- 21. August: Karl Kappler, deutscher Automobilrennfahrer († 1962)
- 21. August: Heinrich-Wilhelm Ruhnke, deutscher Politiker († 1963)
- 22. August: Jacques Lipchitz, französischer Plastiker († 1973)
- 22. August: Walter Lutze, deutscher Dirigent († 1980)
- 23. August: Eduard Ernst Georg Arnold Agatz, deutscher Hafenbauingenieur und Hafenbaudirektor († 1980)
- 23. August: Frederick Lee Hisaw, US-amerikanischer Zoologe und Endokrinologe († 1972)
- 25. August: Samuel Gardner, US-amerikanischer Komponist und Violinist († 1984)
- 25. August: Alberto Savinio, italienischer Schriftsteller und Maler († 1952)
- 25. August: Wan Waithayakon, Prinz von Thailand († 1976)
- 26. August: Ferdinand Bruckner, österreichisch-deutscher Schriftsteller und Theaterleiter († 1958)
- 28. August: Michael Tschechow, russisch-US-amerikanischer Schauspieler, Regisseur und Autor († 1955)
- 29. August: Wladimir von Pawlowski, österreichischer Jurist und Gauleiter von Kärnten († 1961)
- 30. August: Henry Tandey, englischer Soldat, Empfänger des Victoria Cross und höchstdekorierter britischer Private des Ersten Weltkriegs († 1977)

### September
- 01. September: Wilhelm Grüner, deutsch-baltischer Pastor und evangelisch-lutherischer Märtyrer († 1919)
- 01. September: Wilhelm Ritter von Thoma, deutscher General der Wehrmacht († 1948)
- 03. September: Marcel Georges Lucien Grandjany, französischer Harfenist, Lehrer, Komponist und Dichter († 1975)
- 04. September: Seweryn Barbag, polnisch-jüdischer Komponist, Musikwissenschaftler und -pädagoge († 1944)
- 04. September: Fritz Todt, deutscher Minister während des Dritten Reiches († 1942)
- 04. September: Sam Lanin, US-amerikanischer Jazz-Musiker († 1977)
- 05. September: Edward Molyneux, französischer Modedesigner († 1974)
- 06. September: Johann Sebastian Dang, deutscher Journalist, Gründer des Darmstädter Echos († 1958)
- 08. September: Helmuth von Glasenapp, deutscher Professor für Indologie († 1963)
- 10. September: Carl Jacob Burckhardt, Schweizer Diplomat, Essayist und Historiker († 1974)
- 11. September: Rudolf Agte, deutscher Fußballspieler, -trainer und -funktionär († 1971)
- 11. September: Noël Gallon, französischer Komponist und Kompositionslehrer († 1966)
- 15. September: Moscheh Ya’akov Ben-Gavriêl, österreichisch-israelischer Schriftsteller († 1965)
- 16. September: Karl Dönitz, letzter deutscher Reichspräsident († 1980)
- 16. September: Czesław Marek, polnischer Komponist († 1985)
- 16. September: Stephanie Richter, deutsche Spionin († 1972)
- 16. September: Rudolf Lehmann, deutscher Historiker († 1984)
- 16. September: Knut Hartwig, deutscher Schauspieler († 1977)
- 16. September: Wilhelm Süssmann, deutscher Generalleutnant († 1941)
- 17. September: Hans Reese, deutscher Fußballspieler, später Neurologe in den USA († 1973)
- 19. September: Willy Birgel, deutscher Theater- und Filmschauspieler († 1973)
- 19. September: Hans Heyck, deutscher Dichter und Schriftsteller († 1972)

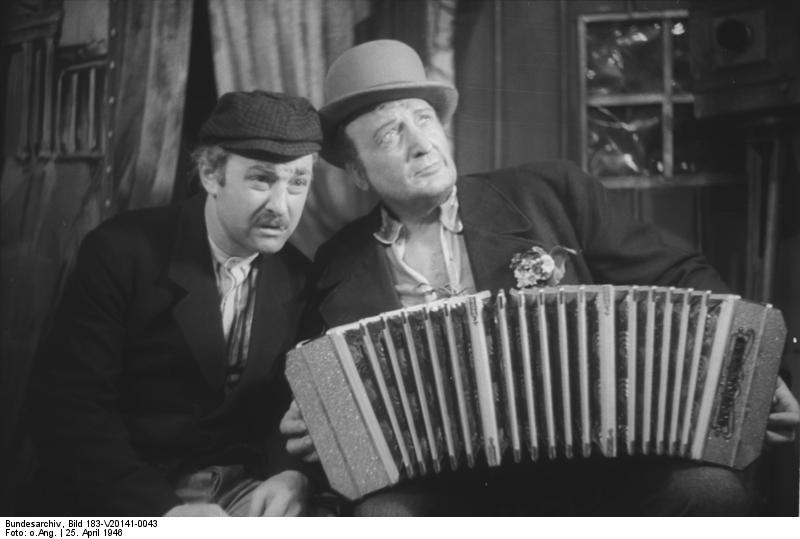
Hans Albers (rechts), 1946

- 22. September: Hans Albers, deutscher Schauspieler und Sänger († 1960)
- 22. September: Edward J. Flynn, US-amerikanischer Politiker († 1953)
- 24. September: William Friedman, US-amerikanischer Militärkryptologe beim SIS († 1969)
- 26. September: Charles Münch, französischer Dirigent († 1968)
- 26. September: Hans Reichenbach, deutscher Physiker, Philosoph und Logiker († 1953)
- 27. September: Lilly Ackermann, deutsche Schauspielerin und Schauspiellehrerin († 1976)
- 27. September: Karl Münichreiter, Mitglied des Republikanischen Schutzbundes und österreichischer Widerstandskämpfer († 1934)
- 28. September: Bernhard Schwentner, deutscher Pfarrer († 1944)
- 28. September: Robert Seitz, deutscher Schriftsteller († 1938)
- 30. September: Ernest Dainty, kanadischer Pianist, Organist, Komponist und Dirigent († 1947)
- 30. September: Otto Juljewitsch Schmidt, sowjetischer Geophysiker und Arktisforscher († 1956)
- 30. September: Wilhelm Zangen, deutscher Unternehmer, Wehrwirtschaftsführer und Leiter der Reichsgruppe Industrie († 1971)

### Oktober
- 01. Oktober: Henri Becquart, französischer Politiker († 1953)
- 02. Oktober: Hubertus von Aulock, deutscher Militär († 1979)
- 02. Oktober: Jossyp Bokschaj, ukrainischer Maler († 1975)
- 02. Oktober: Wanda Chmielowska, polnische Pianistin und Musikpädagogin († 1980)
- 03. Oktober: Artur Ebert, deutscher Geophysiker († 1978)
- 03. Oktober: Emilio Portes Gil, Präsident von Mexiko († 1978)
- 04. Oktober: Henri Gaudier-Brzeska, französischer Bildhauer († 1915)
- 04. Oktober: Herbert Kranz, deutscher Schriftsteller († 1973)
- 06. Oktober: Hans Schemm, Gauleiter der NSDAP († 1935)
- 06. Oktober: David Sholtz, US-amerikanischer Politiker († 1953)
- 08. Oktober: Harald Turner, SS-Gruppenführer und stellv. Amtschef des SS-Rasse- und Siedlungshauptamts († 1947)
- 11. Oktober: Hans Liesche, deutscher Leichtathlet († 1979)
- 11. Oktober: Armando Augusto Salgado Freire, portugiesischer Gitarrist und Komponist († 1946)
- 12. Oktober: Edith Stein, deutsche Philosophin und katholische Nonne († 1942)
- 14. Oktober: Isidor Aschheim, deutsch-israelischer Maler und Grafiker († 1968)
- 16. Oktober: René Dreux, französischer Automobilrennfahrer († 1980)
- 17. Oktober: Max Mohr, deutscher Dramatiker und Erzähler († 1937)
- 19. Oktober: George Habib Antonius, libanesischer Schriftsteller († 1942)
- 20. Oktober: Erich Mercker, deutscher Landschaftsmaler († 1973)
- 20. Oktober: James Chadwick, britischer Physiker († 1974)
- 22. Oktober: Carl-Hans Graf von Hardenberg, deutscher Politiker († 1958)
- 22. Oktober: Kurt Hickethier, deutscher Arzt († 1958)
- 24. Oktober: Rafael Leónidas Trujillo Molina, Politiker und Staatschef der Dominikanischen Republik († 1961)
- 25. Oktober: Augustin Schuldis, deutscher katholischer Priester, Päpstlicher Hausprälat und Ehrendomkapitular († 1954)
- 25. Oktober: Bernhard Lohmüller, deutscher Politiker († 1952)
- 26. Oktober: Roy Knapp, US-amerikanischer Perkussionist und Musikpädagoge († 1979)
- 28. Oktober: Nora Groß, deutsche Mineralogin, Kristallographin und Hochschullehrerin († 1976)
- 28. Oktober: Giacomo Lercaro, italienischer Erzbischof und Kardinal († 1976)
- 29. Oktober: Heinz Auerswald, deutscher Maler und Graphiker († 1974)
- 29. Oktober: Claire Goll, deutsch-französische Journalistin († 1977)
- 31. Oktober: Josef Schümmelfelder, deutscher Fußballspieler († 1966)

### November
- 02. November: Leopold Hainisch, österreichischer Schauspieler und Theater-, Film- und Fernsehregisseur († 1979)
- 02. November: Alfred Staats, deutscher Turner († 1915)
- 05. November: Karl Grünberg, deutscher Journalist und Schriftsteller († 1972)
- 05. November: Greasy Neale, US-amerikanischer American-Football-Trainer und Baseballspieler († 1973)
- 06. November: Galaktion Tabidse, georgischer Schriftsteller († 1959)
- 07. November: Gregor Gog, deutsches NS-Opfer, „König der Vagabunden“ († 1945)
- 07. November: Luis Concha Córdoba, kolumbianischer Geistlicher, Erzbischof von Bogotá und Kardinal († 1975)
- 08. November: Helene Nonné-Schmidt, deutsche Textilkünstlerin († 1976)
- 09. November: Theodor Geiger, deutscher Soziologe († 1952)
- 10. November: Hans Kriesi, Schweizer Lehrer und Bühnenautor († 1984)
- 12. November: Seth Barnes Nicholson, US-amerikanischer Astronom († 1963)
- 13. November: Floyd B. Olson, US-amerikanischer Politiker († 1936)

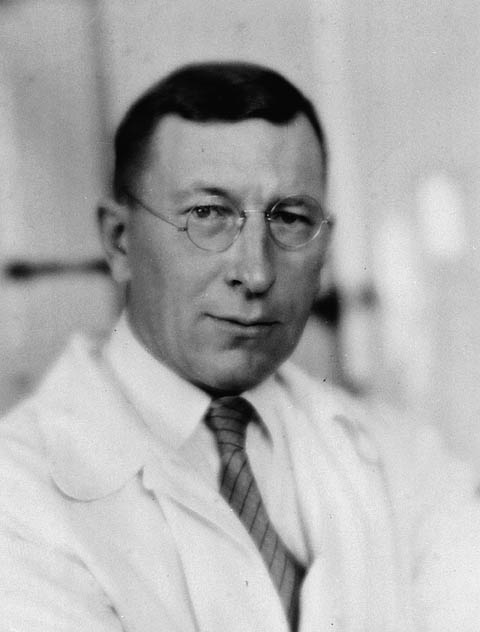
Frederick Banting

- 14. November: Frederick Banting, britischer Mediziner und Nobelpreisträger († 1941)
- 14. November: Josef Magnus Wehner, deutscher Schriftsteller und Bühnenautor († 1973)
- 14. November: Ted Meredith, US-amerikanischer Leichtathlet und Olympiasieger († 1957)
- 15. November: Pierre Audiat, französischer Journalist, Romanist und Literaturwissenschaftler († 1961)
- 15. November: Erwin Rommel, deutscher Generalfeldmarschall, Befehlshaber des deutschen Afrikakorps († 1944)
- 16. November: Walter Maximilian Bastian, US-amerikanischer Jurist († 1975)
- 16. November: Julius Leber, deutscher Politiker und MdR († 1945)
- 17. November: Frank Fay, US-amerikanischer Schauspieler und Komiker († 1961)
- 18. November: Gio Ponti, italienischer Architekt († 1979)
- 18. November: Carla Stüwe, deutsche Fotografin († 1981)
- 19. November: Margerita Trombini-Kazuro, polnische Pianistin, Cembalistin und Musikpädagogin († 1979)
- 21. November: Erik Robert Lindahl, schwedischer Ökonom († 1960)
- 21. November: Just Göbel, niederländischer Fußballspieler († 1984)
- 21. November: Karl Hubbuch, deutscher Kunstprofessor († 1979)
- 22. November: Edward Bernays, österreichisch-US-amerikanischer PR-Berater (Public Relations Counselor) († 1995)
- 22. November: Victor Ehrenberg, deutsch-britischer Althistoriker († 1976)
- 23. November: Kume Masao, japanischer Schriftsteller († 1952)
- 24. November: Max Amann, deutscher Politiker und Publizist († 1957)
- 27. November: Arsène Becuwe, belgischer Komponist und Dirigent († 1992)
- 29. November: Richard Donovan, US-amerikanischer Komponist, Organist, Dirigent und Musikpädagoge († 1970)

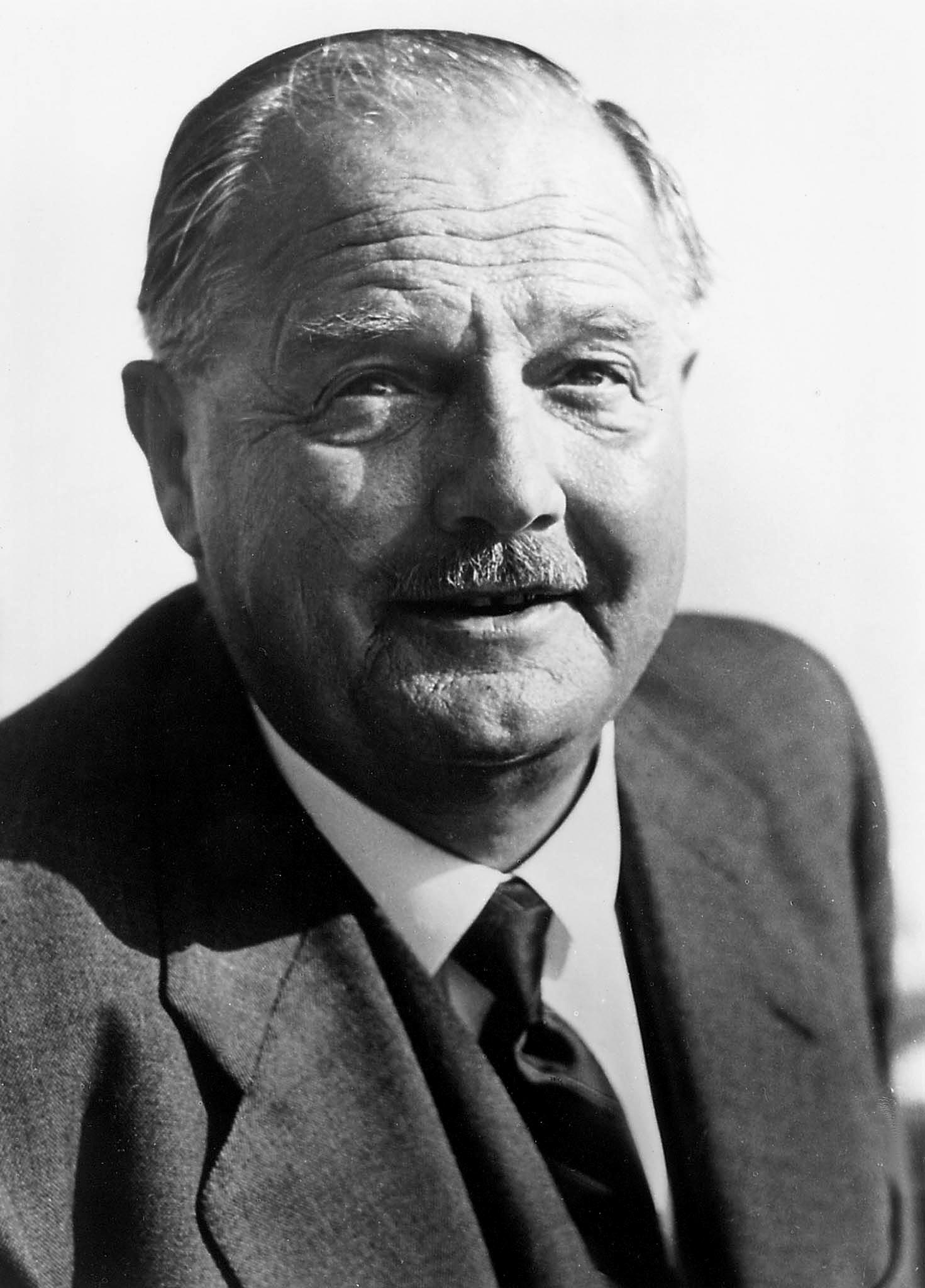
Julius Raab, 1961

- 29. November: Julius Raab, österreichischer Bundeskanzler († 1964)

### Dezember

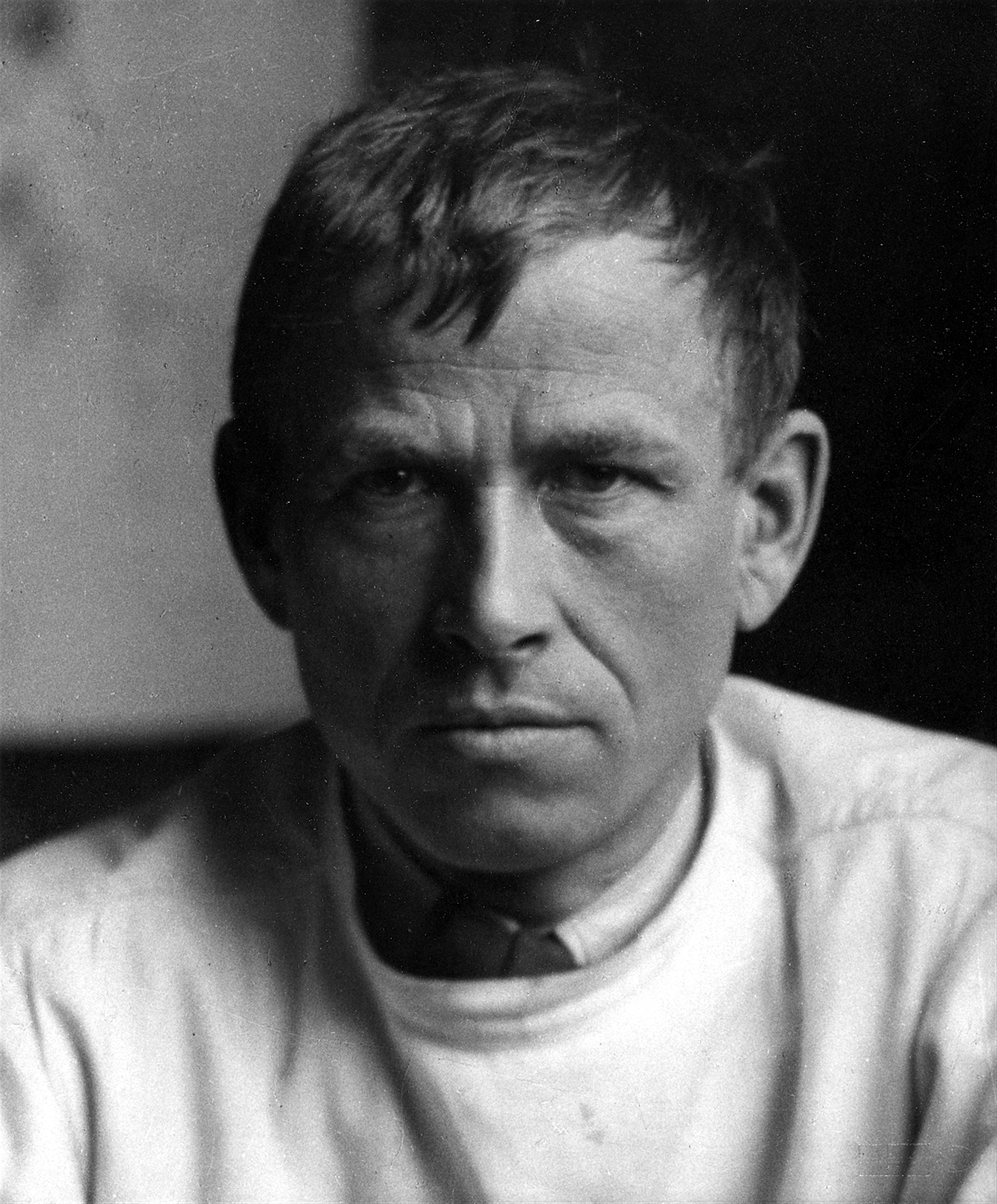
Otto Dix

- 02. Dezember: Otto Dix, deutscher Maler († 1969)
- 03. Dezember: Oscar Han, rumänischer Autor und Bildhauer († 1976)
- 03. Dezember: Mieczysław Szaleski, polnischer Bratschist und Musikpädagoge († 1958)
- 04. Dezember: Licco Amar, ungarischer Violinist († 1959)
- 05. Dezember: Hirotsu Kazuo, japanischer Schriftsteller († 1968)
- 05. Dezember: Theodor Kröger, deutscher Schriftsteller († 1958)
- 05. Dezember: Alexander Rodtschenko, russischer Maler, Grafiker und Fotograf († 1956)
- 06. Dezember: Heinrich Barlage, deutscher Politiker und MdB († 1968)
- 07. Dezember: Otto Rasch, SS-Brigadeführer und Befehlshaber der Einsatzgruppe C († 1948)
- 08. Dezember: Albert Salomon, deutsch-amerikanischer Soziologe († 1966)
- 10. Dezember: Harold Alexander, britischer Feldmarschall († 1969)
- 10. Dezember: Nelly Sachs, deutsche Schriftstellerin und Nobelpreisträgerin († 1970)
- 13. Dezember: Mita von Ahlefeldt, deutsche Schauspielerin († 1966)
- 13. Dezember: Agnes Asche, deutsche Sozialistin und Widerstandskämpferin († 1966)
- 14. Dezember: Mary Lavater-Sloman, deutsche Schriftstellerin († 1980)
- 15. Dezember: A. P. Carter, US-amerikanischer Country-Sänger († 1960)
- 15. Dezember: David Wijnveldt, niederländischer Fußballspieler († 1962)
- 15. Dezember: Karl Wilhelm Meissner, deutsch-amerikanischer Physiker († 1959)
- 16. Dezember: Leonhard Adam, deutscher Rechtswissenschaftler und Ethnologe († 1960)
- 16. Dezember: Walter Laedrach, Schweizer Lehrer und Schriftsteller († 1958)
- 16. Dezember: Stacia Napierkowska, französische Tänzerin, Schauspielerin († 1945)
- 17. Dezember: Emil Schäfer, deutscher Kampfpilot und Fliegerass im Ersten Weltkrieg († 1917)
- 19. Dezember: Carl Schneider, deutscher Psychiater († 1946)
- 19. Dezember: Edward Raczyński, polnischer Diplomat und Politiker († 1993)
- 19. Dezember: Philipp Keller, deutscher Arzt und Schriftsteller († 1973)
- 19. Dezember: Valentin Baur, deutscher Politiker und MdB († 1971)
- 21. Dezember: Philipp Etter, Schweizer Politiker († 1977)
- 23. Dezember: Hans Bohn, deutscher Typograf, Grafiker und Lehrer († 1980)
- 24. Dezember: Rudolf Amend, deutscher Politiker († 1968)
- 25. Dezember: Kenneth Arthur Noel Anderson, britischer General und Gouverneur († 1959)
- 25. Dezember: Émile Chenard, französischer Automobilrennfahrer († 1982)
- 25. Dezember: Ewald André Dupont, deutscher Filmregisseur und Drehbuchautor († 1956)
- 26. Dezember: Henry Miller, US-amerikanischer Schriftsteller († 1980)
- 30. Dezember: Monzō Akiyama, japanischer Konteradmiral († 1944)
- 31. Dezember: José Saldías, argentinischer Schriftsteller und Journalist († 1946)

### Genaues Geburtsdatum unbekannt
- Aref al-Aref, arabischer Journalist, Politiker und Beamter († 1973)
- Marino Auriti, italo-amerikanischer Künstler († 1980)
- Isaías Cabezón, chilenischer Maler († 1963)
- Yusef Forutan, iranischer Setarspieler († 1979)
- Marcel·lí Gausachs i Gausachs, spanischer Fotograf († 1931)
- Ricardo Gilbert, chilenischer Maler († 1964)
- Hasan al-Hudaibi, ägyptischer Richter († 1973)
- Salvatore Sabella, sizilianisch-amerikanischer Mobster der amerikanischen Cosa Nostra († 1962)
- Else Schubert-Christaller, deutsche Autorin († 1982)
- Ahmad ibn Yahya, König der Zaiditen im Nordjemen († 1962)

## Gestorben

### Januar/Februar
- 02. Januar: Daniel Clark, US-amerikanischer Politiker (* 1809)
- 04. Januar: Konráð Gíslason, isländisch-dänischer Sprachforscher (* 1808)
- 05. Januar: Emma Abbott, US-amerikanische Opernsängerin (* 1850)
- 06. Januar: Joseph Brunet, französischer Politiker und Richter (* 1829)
- 07. Januar: Friedrich Mergner, deutscher evangelischer Theologe und Komponist (* 1818)
- 07. Januar: Wilhelm Taubert, deutscher Komponist (* 1811)
- 09. Januar: Eduard Langhans, Schweizer evangelischer Geistlicher und Hochschullehrer (* 1832)
- 11. Januar: Georges-Eugène Haussmann, französischer Stadtplaner (* 1809)
- 16. Januar: Léo Delibes, französischer Komponist (* 1836)
- 19. Januar: Lockroy, französischer Librettist und Schauspieler (* 1803)
- 22. Januar: Miklós Ybl, ungarischer Architekt (* 1814)
- 23. Januar: János Simor, ungarischer Erzbischof (* 1813)
- 23. Januar: Friedrich von Schmidt, deutscher Architekt (* 1825)
- 24. Januar: Philipp Carl, deutscher Physiker (* 1837)
- 24. Januar: Karl Stauffer-Bern, Schweizer Maler, Radierer und Bildhauer (* 1857)
- 24. Januar: Bainbridge Wadleigh, US-amerikanischer Politiker (* 1831)

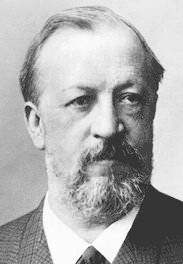
Nicolaus August Otto

- 26. Januar: Nikolaus Otto, deutscher Maschinenbauer (Erfinder des Ottomotors) (* 1832)
- 05. Februar: Freeman H. Morse, US-amerikanischer Politiker (* 1807)
- 08. Februar: Achim von Arnim-Bärwalde, deutscher Historienmaler (* 1848)
- 09. Februar: Johan Barthold Jongkind, niederländischer Maler (* 1819)
- 09. Februar: Franz Anton Vaßen, deutscher Geistlicher (* 1799)
- 10. Februar: Sofja Kowalewskaja, russische Mathematikerin (* 1850)
- 13. Februar: Alexander Hugh Holmes Stuart, US-amerikanischer Politiker (* 1807)
- 14. Februar: William T. Sherman, US-amerikanischer General im Bürgerkrieg (* 1820)
- 17. Februar: Theophil von Hansen, dänischer Architekt des Historismus (* 1813)
- 18. Februar: Ferdinando Acton, italienischer Admiral und Marineminister (* 1832)
- 18. Februar: Henry Hastings Sibley, US-amerikanischer Politiker (* 1811)
- 19. Februar: Hermann von Maltzan, deutscher Naturforscher und Schriftsteller (* 1843)
- 23. Februar: Hugues Oltramare, Schweizer evangelischer Geistlicher und Hochschullehrer (* 1813)
- 28. Februar: George Hearst, US-amerikanischer Bergbaumagnat und Senator (* 1820)
- 28. Februar: Giovanni Morelli, italienischer Abgeordneter, Senator, Arzt und Kunsthistoriker (* 1816)

### März/April
- 05. März: Moritz Gröbe, deutscher Bauunternehmer und Industrieller (* 1828)
- 06. März: George M. Chilcott, US-amerikanischer Politiker (* 1828)
- 06. März: Joshua Hill, US-amerikanischer Politiker (* 1812)
- 07. März: Franz Kaspar Drobe, deutscher Geistlicher, Bischof von Paderborn (* 1808)
- 07. März: Eduard Hiller, deutscher Altphilologe (* 1844)
- 08. März: Antonio Ciseri, italienischer Maler Schweizer Herkunft (* 1821)
- 09. März: Amalie Dietrich, deutsche Botanikerin und Zoologin (* 1821)
- 14. März: Franz Erwein, österreichischer Politiker (* 1823)
- 14. März: Ludwig Windthorst, deutscher Politiker (* 1812)
- 15. März: Josef Chmelíček, tschechischer Zisterzienserpater, Theologe, Organist und Komponist (* 1823)
- 16. März: Jean-Baptiste Campenon, französischer General und Kriegsminister (* 1819)
- 21. März: Joseph Eggleston Johnston, US-amerikanischer General (* 1807)
- 28. März: Friedrich Stoltze, deutscher Dichter und Journalist (* 1816)
- 28. März: John McEnery, US-amerikanischer Politiker (* 1833)
- 29. März: Wilhelm König, Schweizer Beamter, Autor und Journalist in Berndeutsch (* 1834)
- 29. März: Georges Seurat, französischer Erfinder, Maler des Pointillismus (* 1859)
- 30. März: Ferdinand Henry, preußischer Militärbeamter (* 1819)
- 02. April: Ahmed Vefik Pascha, türkischer Staatsmann (* 1823)
- 02. April: Albert Pike, US-amerikanischer Rechtsanwalt, General, Autor und Freimaurer (* 1809)
- 07. April: P. T. Barnum, US-amerikanischer Zirkuspionier (* 1810)
- 10. April: Josef Arnold, schweizerischer Politiker (* 1825)
- 12. April: Robert Waterman, US-amerikanischer Politiker (* 1826)
- 15. April: Stephen Albert Emery, US-amerikanischer Komponist und Musikpädagoge (* 1841)
- 16. April: Elisabeth Rosenthal, deutsche Lehrerin, Gründerin der ersten privaten höheren Mädchenschule in Magdeburg (* 1827)
- 18. April: Auguste Bazille, französischer Organist und Komponist (* 1828)
- 23. April: Charlotte von Hagn, deutsche Schauspielerin (* 1809)

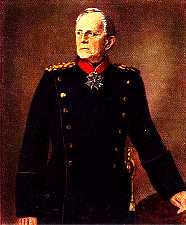
Helmuth Karl Bernhard von Moltke

- 24. April: Helmuth Karl Bernhard von Moltke, preußischer Generalfeldmarschall (* 1800)

### Mai/Juni
- 01. Mai: Ferdinand Gregorovius, deutscher Schriftsteller und Historiker (* 1821)
- 08. Mai: Helena Petrovna Blavatsky, russische Spiritistin und Schriftstellerin (* 1831)
- 10. Mai: Carl Wilhelm von Nägeli, Schweizer Botaniker (* 1817)
- 11. Mai: Alexandre Edmond Becquerel, französischer Physiker (* 1820)
- 11. Mai: Eugène Ortolan, französischer Jurist, Diplomat und Komponist (* 1824)
- 16. Mai: Ion C. Brătianu, rumänischer Politiker und Ministerpräsident (* 1821)
- 20. Mai: Jan Pětr Jordan, sorbischer Wissenschaftler und Philosoph (* 1818)
- 21. Mai: Alphonso Taft, US-amerikanischer Politiker (* 1810)
- 23. Mai: Ignace Xavier Joseph Leybach, französischer Komponist und Organist (* 1817)
- 25. Mai: Karl Gustav Andresen, deutscher Germanist (* 1813)
- 29. Mai: Peregrin Obdržálek, tschechischer katholischer Priester, Autor religiöser Literatur (* 1825)
- 30. Mai: Henri Amat, französischer Politiker (* 1813)
- 31. Mai: Anton Springer, deutscher Kunsthistoriker (* 1825)
- 01. Juni: Nakamura Keiu, japanischer Pädagoge und Übersetzer (* 1832)
- 02. Juni: Josiah Gardner Abbott, US-amerikanischer Politiker (* 1814)
- 02. Juni: Nathan Belcher, US-amerikanischer Politiker (* 1813)
- 05. Juni: Henry Lippitt, US-amerikanischer Politiker (* 1818)

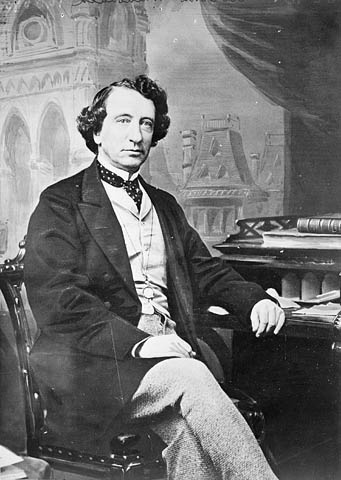
John Macdonald, 1868

- 06. Juni: John Macdonald, kanadischer Politiker (* 1815)
- 09. Juni: Samuel Adler, deutscher Rabbiner (* 1809)
- 09. Juni: Louis Raymond de Montaignac de Chauvance, französischer Marineoffizier und Politiker (* 1811)
- 16. Juni: Theodor Auracher, deutscher Altphilologe und Fachautor (* 1849)
- 16. Juni: Johannes Gloël, deutscher evangelischer Geistlicher und Hochschullehrer (* 1857)
- 20. Juni: Ferdinand Eckbrecht von Dürckheim-Montmartin, französischer Jurist (* 1812)
- 21. Juni: Joseph E. McDonald, US-amerikanischer Politiker (* 1819)
- 23. Juni: Norman Robert Pogson, britischer Astronom (* 1829)
- 23. Juni: Paul Bronsart von Schellendorff, preußischer General und Kriegsminister (* 1832)

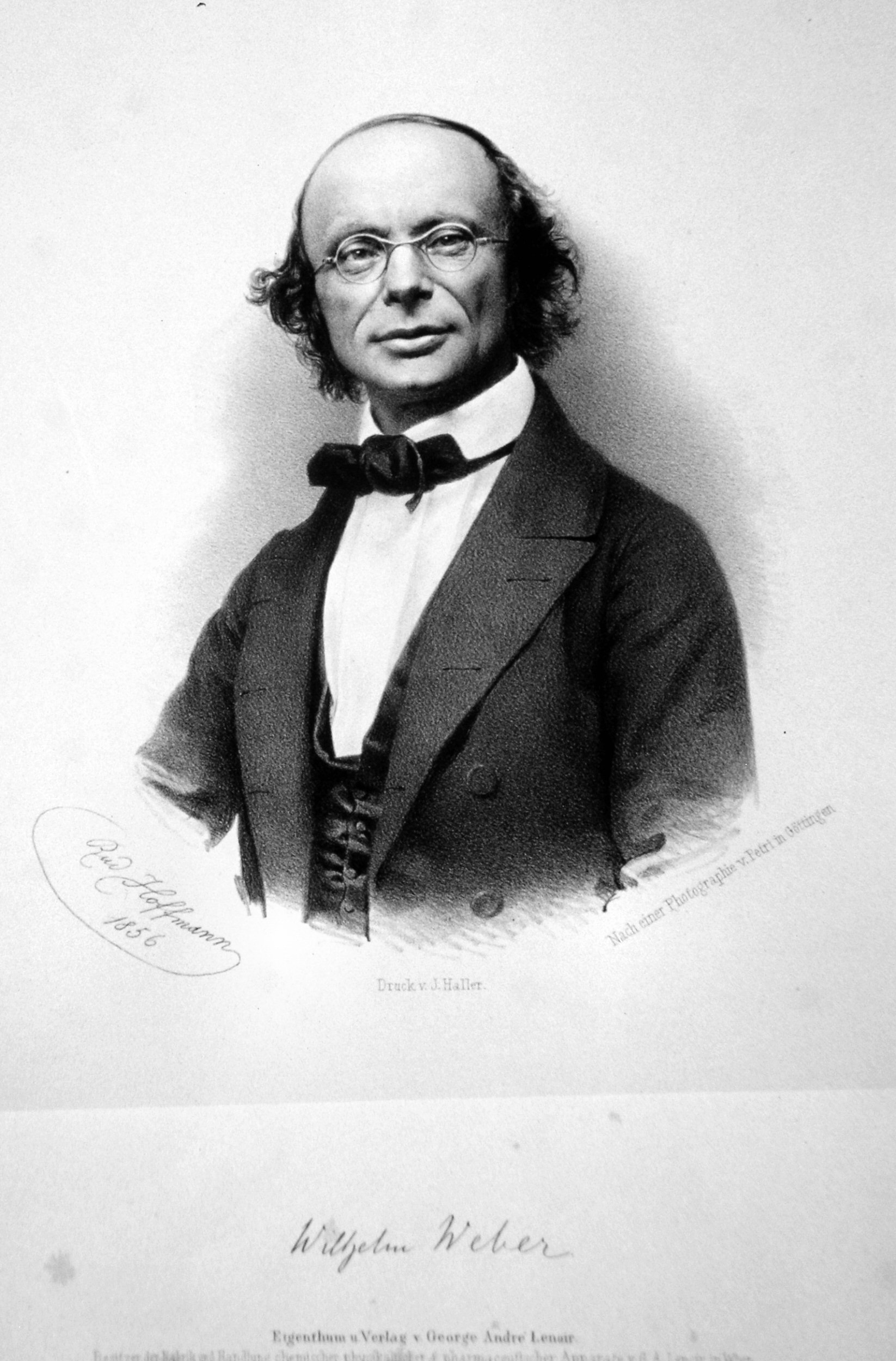
Wilhelm Eduard Weber, 1856

- 23. Juni: Wilhelm Eduard Weber, deutscher Physiker (* 1804)

### Juli/August
- 01. Juli: Mihail Kogălniceanu, rumänischer Staatsmann, Historiker und Publizist (* 1817)
- 02. Juli: Hugo Türpe, deutscher Cornet-Virtuose und Komponist (* 1859)
- 04. Juli: Carl August Haupt, deutscher Komponist (* 1810)
- 04. Juli: Hannibal Hamlin, Vizepräsident der USA (* 1809)
- 18. Juli: Friedrich Fabri, deutscher evangelischer Theologe und Kolonialpolitiker (* 1824)
- 20. Juli: Frederick Weld, Premierminister Neuseelands und Gouverneur von drei britischen Kolonien (* 1823)
- 21. Juli: Albert Gallatin Blanchard, Brigadegeneral im konföderierten Heer im Sezessionskrieg (* 1810)
- 26. Juli: Paul Dillingham, US-amerikanischer Politiker (* 1799)
- 02. August: Ferdinand Schlöth, Schweizer Bildhauer (* 1818)
- 06. August: Henry Litolff, britischer Komponist (* 1818)
- 07. August: Samuel Beach Axtell, US-amerikanischer Politiker (* 1819)
- 09. August: Louis Constanz Berger, deutscher Industrieller und Politiker (* 1829)
- 17. August: Emil von Zelewski, deutscher Offizier und Kommandeur der Schutztruppe für Deutsch-Ostafrika (* 1854)
- 18. August: Louis Paulsen, deutscher Schachspieler (* 1833)
- 19. August: Theodor Aman, rumänischer Maler (* 1831)
- 20. August: Franz Friedrich Ernst Brünnow, deutscher Astronom (* 1821)
- 22. August: Livia Frege, deutsche Sängerin, Salonière und Mäzenin (* 1818)
- 22. August: Jan Neruda, tschechischer Journalist, Dichter und Schriftsteller (* 1834)
- 23. August: Friedrich Ludwig Arnsburg, deutscher Schauspieler (* 1816)
- 26. August: José Julián Acosta, puerto-ricanischer Journalist (* 1825)
- 30. August: Johann Heinrich Jacob Audorf, deutscher Politiker (* 1807)
- 30. August: Pierre-Julien Nargeot, französischer Komponist (* 1799)

### September/Oktober
- 04. September: José María Urbina, Präsident von Ecuador (* 1808)
- 09. September: Jules Grévy, französischer Staatspräsident (* 1807)
- 10. September: Aloys Nikolaus Ambros von Arco-Stepperg, deutscher Gutsbesitzer, Offizier und Politiker (* 1808)
- 11. September: Philipp Joseph Franz Adolf Adams, deutscher Verwaltungsjurist (* 1828)
- 11. September: Otto Stromer von Reichenbach, Bürgermeister der Stadt Nürnberg (* 1831)
- 14. September: Johannes Bosboom, niederländischer Maler (* 1817)
- 17. September: Lorenz Brentano, deutscher Jurist und Politiker (* 1813)
- 17. September: Josef Maximilian Petzval, ungarndeutscher Mathematiker und Physiker (* 1807)
- 18. September: José Manuel Balmaceda, chilenischer Politiker (* 1840)
- 20. September: Julius Bintz, deutscher Gymnasiallehrer, Schulleiter und Autor (* 1843)
- 21. September: Washington C. Whitthorne, US-amerikanischer Politiker (* 1825)
- 23. September: Albert P. Morehouse, US-amerikanischer Politiker (* 1835)
- 27. September: Iwan Gontscharow, russischer Schriftsteller (* 1812)
- 28. September: Rudolph Garrigue, deutsch-amerikanischer Buchhändler und Versicherungsvorstand (* 1822)

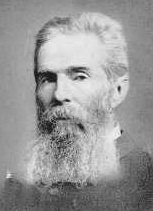
Herman Melville

- 28. September: Herman Melville, US-amerikanischer Schriftsteller, Dichter und Essayist (* 1819)
- 30. September: Georges Ernest Boulanger, französischer General (* 1837)
- 30. September: Tsuda Sanzō, japanischer Polizist, der ein Attentat auf den späteren Zaren Nikolaus II. verübte (* 1855)
- 01. Oktober: Giulio Cesare Ferrarini, italienischer Dirigent, Geiger und Musikpädagoge (* 1807)
- 01. Oktober: Johann Ulrich Hafner, Schweizer Ingenieur, Unternehmer und Politiker (* 1827)
- 02. Oktober: Alpheus Baker, Brigadegeneral der Konföderierten Armee im Sezessionskrieg (* 1828)
- 03. Oktober: Vincenzo Vela, Schweizer Bildhauer (* 1820)
- 05. Oktober: Giovanni Caselli, italienischer Physiker (* 1815)
- 06. Oktober: Timotheus Attar, osmanischer Bischof (* 1832)
- 06. Oktober: Charles Stewart Parnell, irischer Politiker (* 1846)
- 06. Oktober: Karl I., württembergischer König (* 1823)
- 06. Oktober: Samuel W. Hale, US-amerikanischer Politiker (* 1823)
- 07. Oktober: August Roese, deutscher Kommunalpolitiker und Oberbürgermeister der Stadt Eisenach (* 1807)
- 12. Oktober: Friedrich Feustel, deutscher Bankier und Förderer der Bayreuther Festspiele (* 1824)
- 13. Oktober: Thomas Johann Heinrich Mann, deutscher Kaufmann (* 1840)
- 14. Oktober: Julius Jolly, badischer Staatsminister (* 1823)
- 15. Oktober: Ludwig Aloys von Arco auf Valley, deutscher Diplomat (* 1845)
- 15. Oktober: Friedrich Zarncke, deutscher Germanist (* 1825)
- 17. Oktober: Heinrich Sattler, deutscher Organist und Publizist (* 1811)
- 27. Oktober: Charles Constantin, französischer Dirigent und Komponist (* 1835)
- 28. Oktober: Georg Ritter von Aichinger, österreichischer Adeliger (* 1826)

### November/Dezember
- 03. November: Louis Lucien Bonaparte, französisch-italienischer Linguist, Romanist und Baskologe (* 1813)
- 04. November: Francisco Gomes de Amorim, portugiesischer Schriftsteller (* 1827)
- 04. November: Albert S. Marks, US-amerikanischer Politiker (* 1836)
- 05. November: Joseph August Adam, österreichischer Kapellmeister, Komponist und Tierpräparator (* 1817)
- 05. November: Karl von Gravenreuth, deutscher Offizier und Forschungsreisender (* 1858)
- 06. November: Alfred Charles Hobbs, US-amerikanischer Nachschließer (* 1812)
- 06. November: J. Gregory Smith, US-amerikanischer Politiker (* 1818)
- 08. November: Eduard Köllner, deutscher Komponist (* 1839)
- 09. November: Christian Wilhelm Bernhardt, deutscher Pädagoge und Heimatforscher (* 1815)
- 10. November: Arthur Rimbaud, französischer Dichter (* 1854)
- 18. November: August Wilhelm Schynse, deutscher Missionar, Afrikaforscher und Kartograf (* 1857)
- 20. November: James Johnson, US-amerikanischer Politiker (* 1811)
- 21. November: Nelson Tift, US-amerikanischer Politiker (* 1810)
- 23. November: Alvin Peterson Hovey, US-amerikanischer Politiker (* 1821)
- 28. November: Christen Berg, dänischer Politiker (* 1829)
- 02. Dezember: Hermann Heinrich Howaldt, deutscher Bildhauer, Erzgießer und Kupfertreiber (* 1841)
- 03. Dezember: Wilhelm Kergel, österreichischer Altphilologe (* 1822)
- 04. Dezember: Frederick Whitaker, Premierminister von Neuseeland (* 1812)
- 05. Dezember: Lotte Mende, deutsche Schauspielerin (* 1834)
- 05. Dezember: Peter II., brasilianischer Kaiser (* 1825)
- 06. Dezember: Joseph Crèvecoeur, französischer Komponist (* 1819)
- 08. Dezember: Eduard Suter, Schweizer Jurist und Politiker (* 1891)
- 09. Dezember: Anton August Graf von Attems-Gilleis, österreichischer K.u.K. Kämmerer (* 1834)
- 11. Dezember: Julius Ewald, deutscher Geologe und Paläontologe (* 1811)
- 13. Dezember: Jean Servais Stas, belgischer Chemiker (* 1813)
- 14. Dezember: Ferdinand von Roemer, deutscher Geologe, Paläontologe und Mineraloge (* 1818)
- 15. Dezember: Anson Safford, US-amerikanischer Politiker (* 1830)
- 20. Dezember: Albrecht Ohly, erster hauptamtlicher Bürgermeister von Darmstadt (* 1829)
- 20. Dezember: Preston B. Plumb, US-amerikanischer Politiker (* 1837)
- 21. Dezember: Frank Hereford, US-amerikanischer Politiker (* 1825)
- 21. Dezember: James S. Wiley, US-amerikanischer Politiker (* 1808)
- 22. Dezember: Albert Cambriels, französischer General (* 1816)
- 22. Dezember: Paul Anton de Lagarde, deutscher Kulturphilosoph und Orientalist (* 1827)
- 23. Dezember: John Angel James Creswell, US-amerikanischer Politiker (* 1828)
- 23. Dezember: Holger Simon Paulli, dänischer Dirigent und Komponist (* 1810)
- 24. Dezember: Johannes Janssen, deutscher Historiker (* 1829)
- 27. Dezember: Antonio Arenas Merino, Präsident von Peru (* 1808)
- 29. Dezember: Thomas Henry Armstrong, US-amerikanischer Politiker (* 1829)
- 29. Dezember: Leopold Kronecker, deutscher Mathematiker (* 1823)
- 31. Dezember: Domenico Agostini, italienischer Kardinal (* 1825)
- 31. Dezember: Samuel Ajayi Crowther, nigerianischer anglikanischer Missionar, Bibelübersetzer und Bischof (* um 1809)